# Biserica de lemn din Pleșa

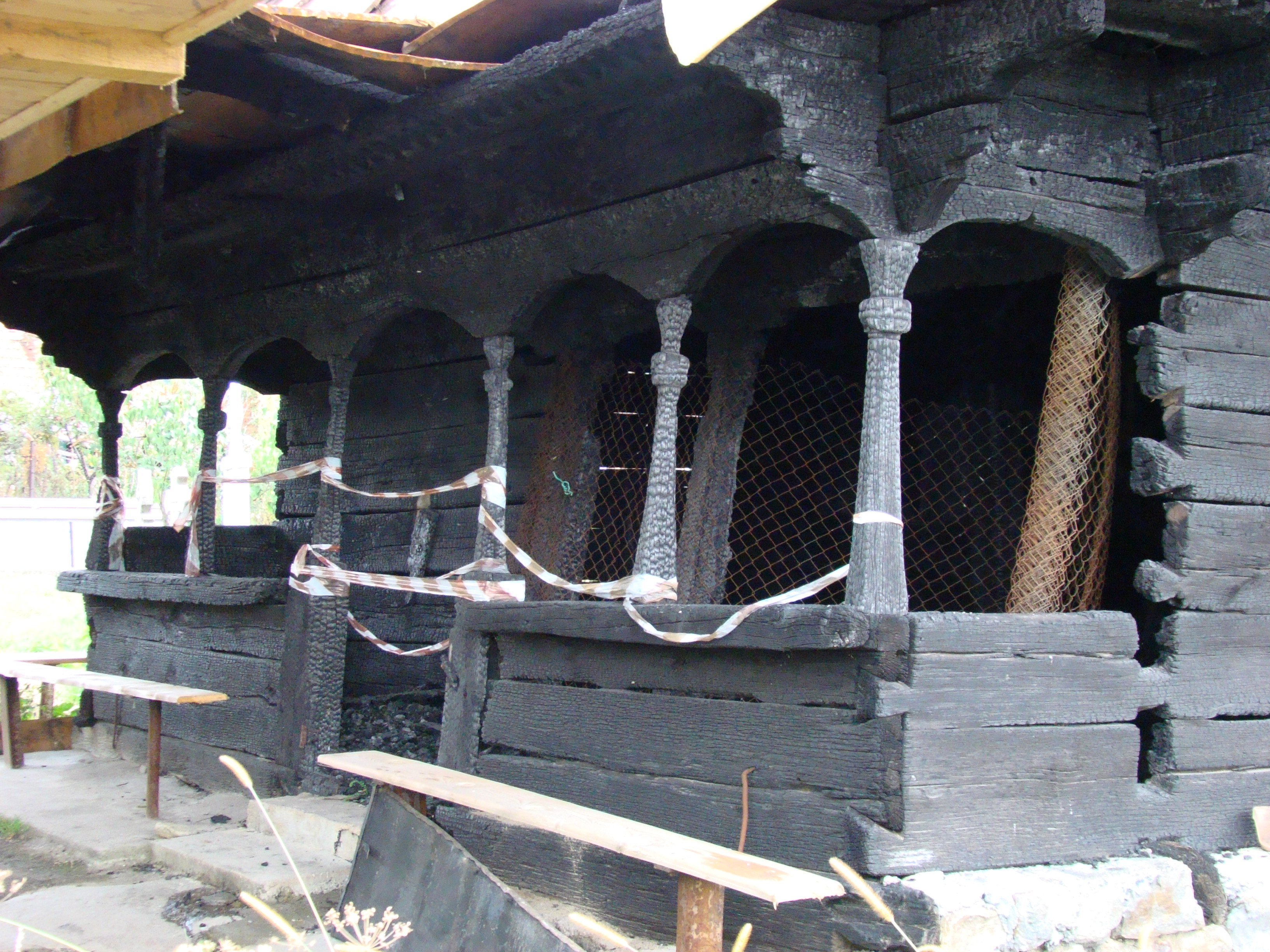
Biserica de lemn „Sfinţii Voievozi” din Pleşa, oraş Bumbești-Jiu, județul Gorj, foto: septembrie 2009.

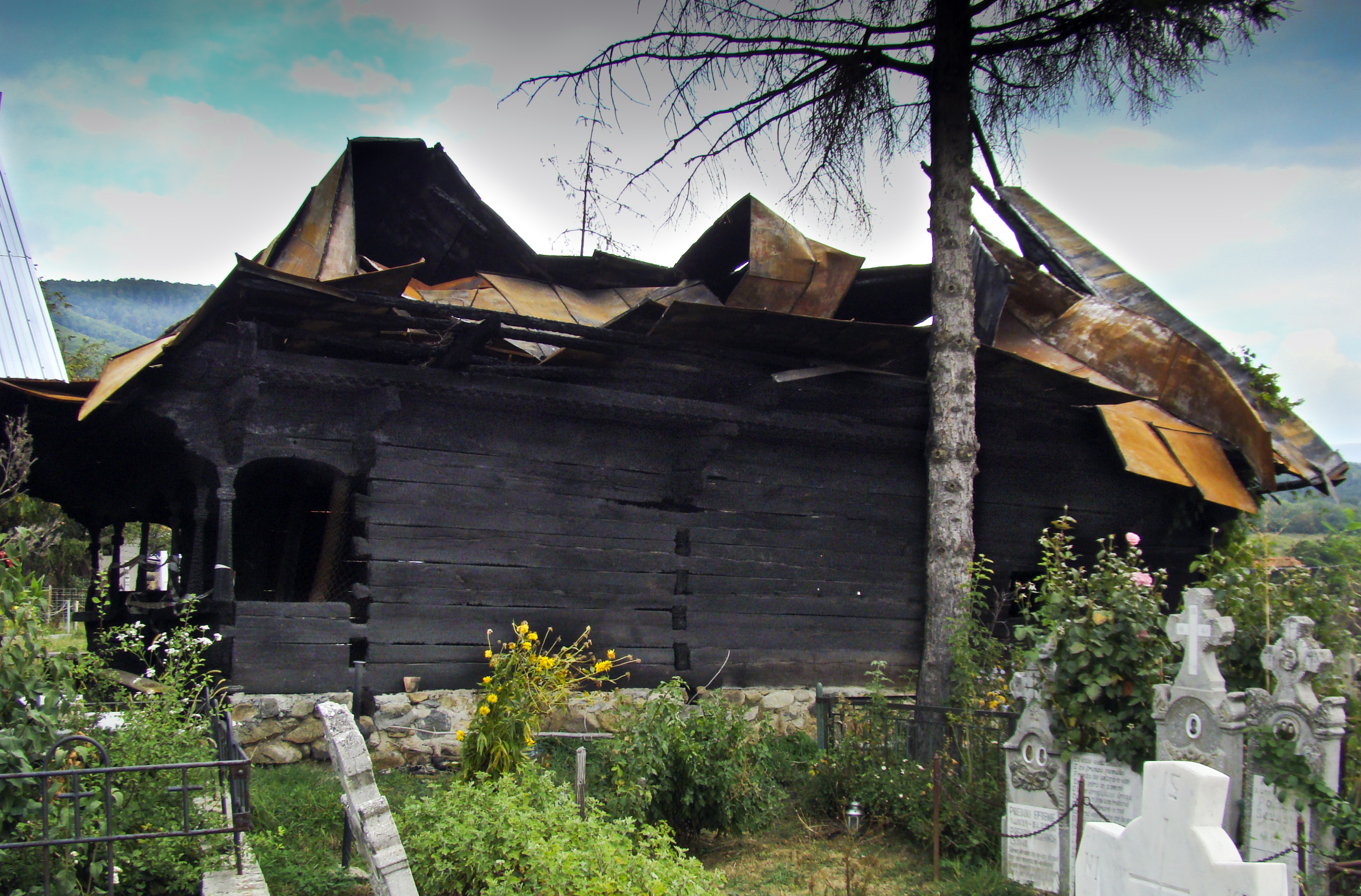
Biserica de lemn „Sfinţii Voievozi” din Pleşa, oraş Bumbești-Jiu, județul Gorj, foto: septembrie 2009.

Biserica de lemn din Pleșa, oraș Bumbești-Jiu, județul Gorj, a fost construită în jurul anului 1706 și refăcută între 1823-1824 . Are hramul „Sfinții Voievozi”. Biserica se află pe noua listă a monumentelor istorice sub codul LMI:  GJ-II-m-B-09351. Biserica din Pleșa a fost distrusă aproape în totalitate de un incendiu violent, produs chiar în noaptea sărbătoririi hramului bisericii (Sfinții Arhangheli, noiembrie 2008). Deși se vehiculează mai multe variante, mână criminală sau doar neglijență (la fel de criminală), rezultatul este același: o altă biserică de lemn distrusă, unul dintre cele mai reprezentative monumente ale arhitecturii în lemn din zona subcarpatică s-a transformat într-un morman de bârne carbonizate și table contorsionate.

## Istoric și trăsături
Biserica, aflată la poalele Muntelui Pleșa,  fusese construită în anul 1706, ctitori fiind Dinu Popeci, Ion Moșilă și David Mihu. Nava dreptunghiulară, altar retras, de formă poligonală, cu cinci laturi. Nava era acoperită de o boltă semicilindrică, iar altarul, de o boltă de aceeași formă și fâșii curbe. Pereții erau îmbinați în „cozi de rândunică” la întâlnirile de colț.
Prispa frumoasă prezenta o suită de colonete, cu fus prismatic și motivul mărului la capitel, ce sprijineau arcele în acoladă. 
Cadrele originare ale ușilor fuseseră înlocuite. Pentru a da înălțime intrărilor fuseseră înlăturate pragurile superioare. Ferestrele altarului erau mici (0,21/0,9 m), cu evazare interioară. Peretele estic era mic, doar de 1,32 m, laturile paralele de 1,75 m, cea de nord-est de 1,60 m, iar cea de sud-est de 1,45 m.
Pe bârna de sus a intrării de vest fusese săpat văleatul 7300 (1791-1792) al unor reparații. Pentru a marca pragul intrării în naos, fusese tăiată în acoladă bârna respectivă a peretelui.
Biserica, dezafectată cultului în anul 1944, fusese reparată în 1985, când temelia fusese ridicată pe un soclu de piatră, iar tabla luase locul șiței pe acoperișul unitar, fără clopotniță.

## Imagini

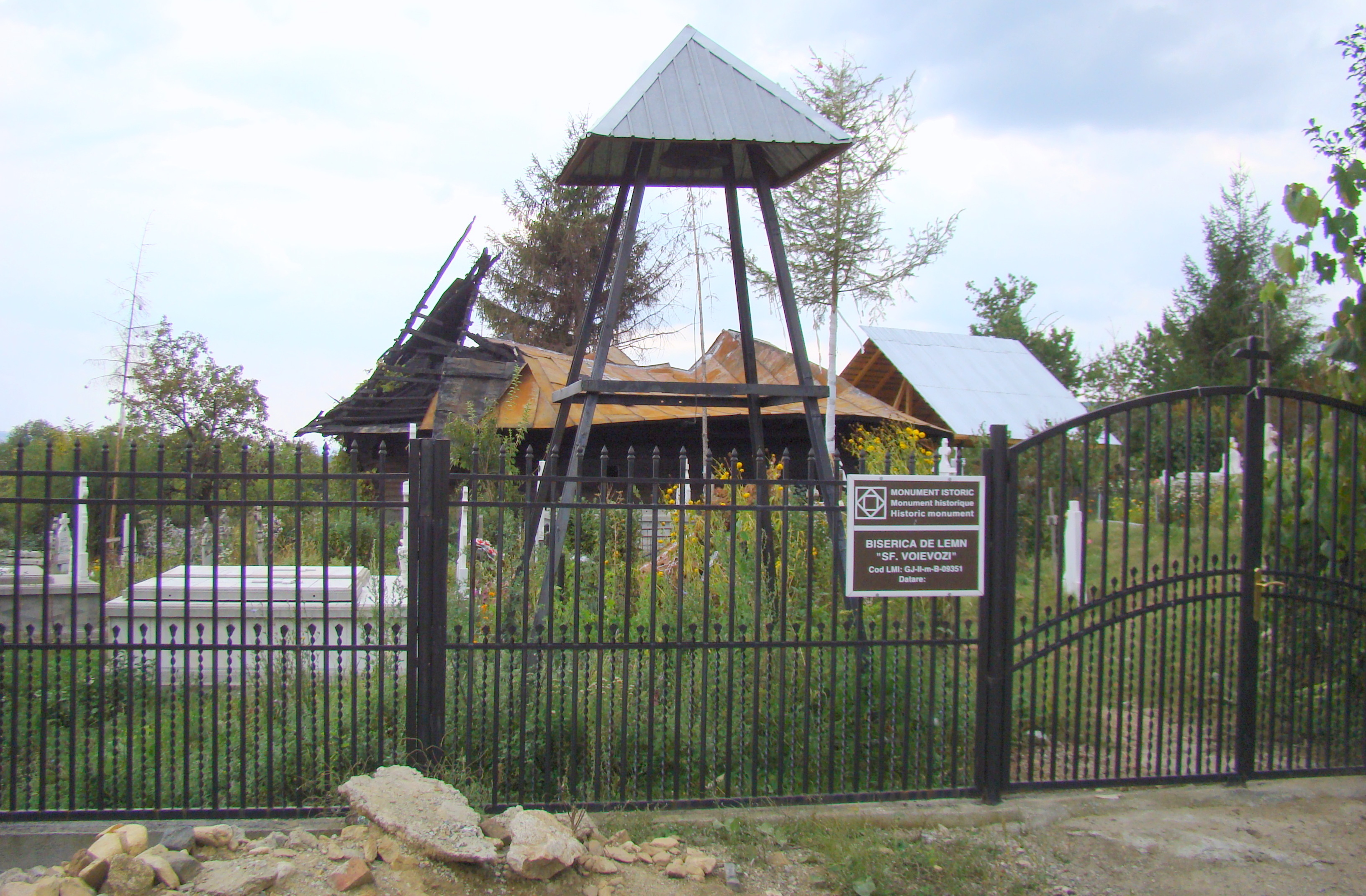
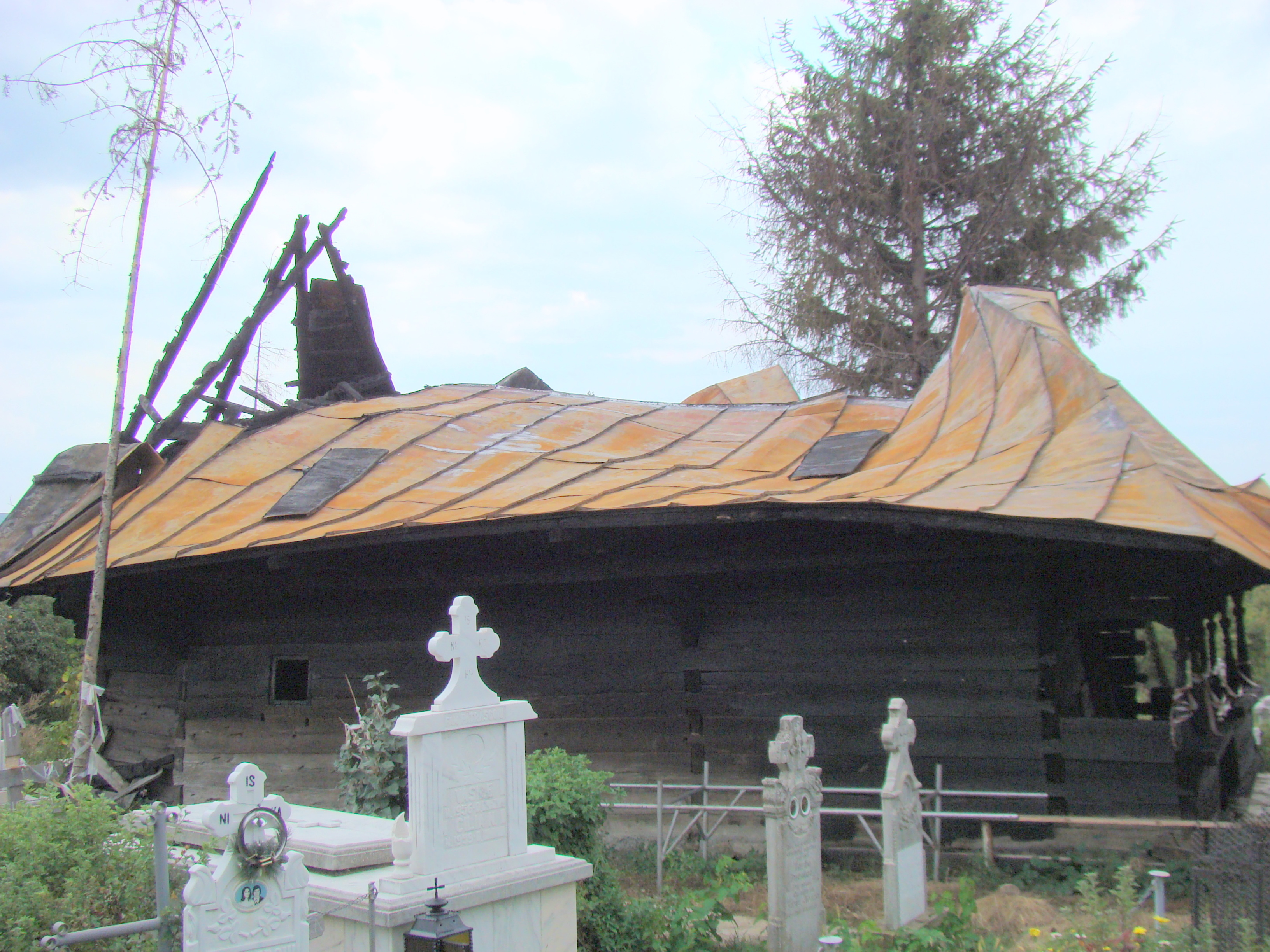
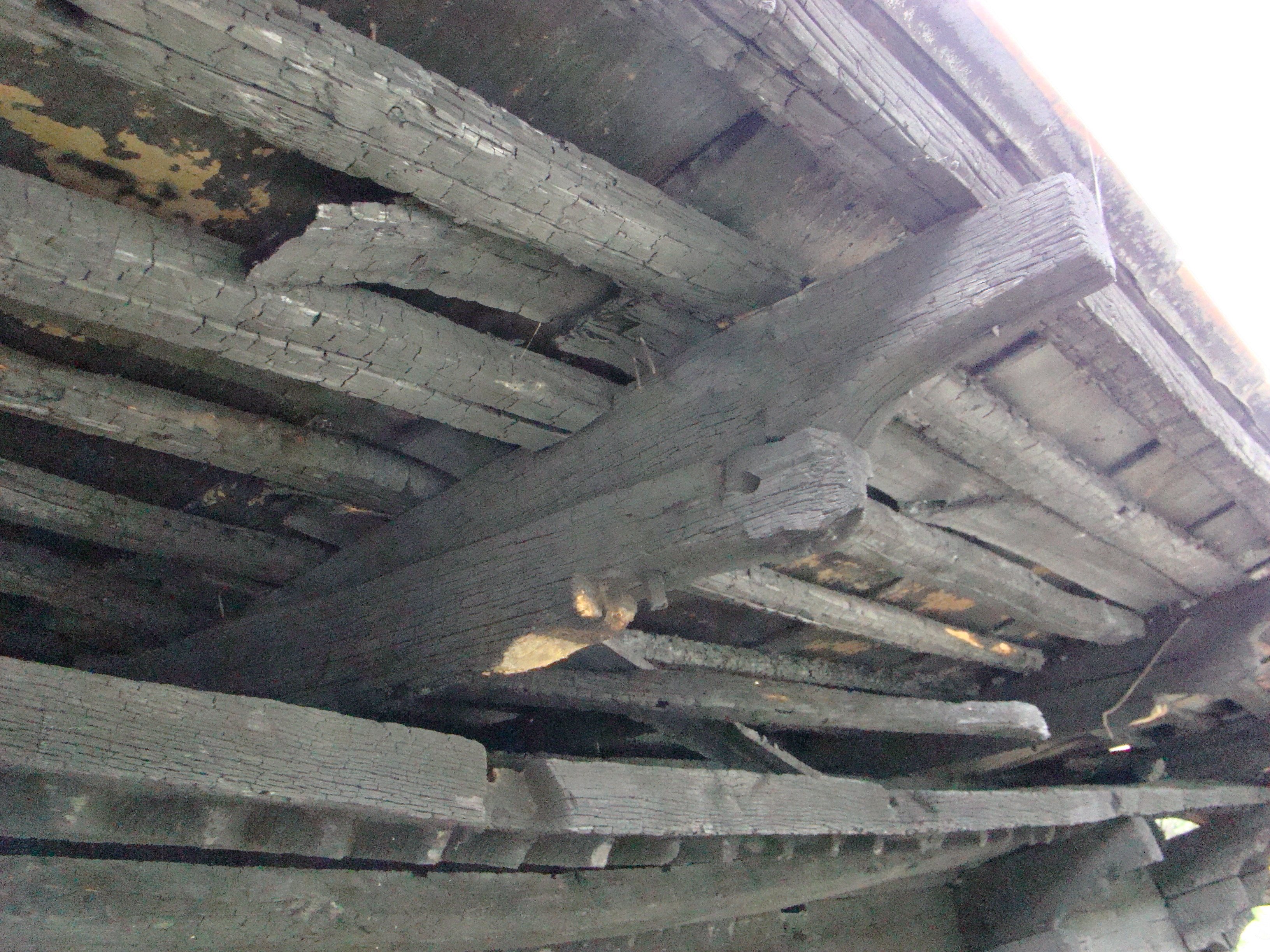
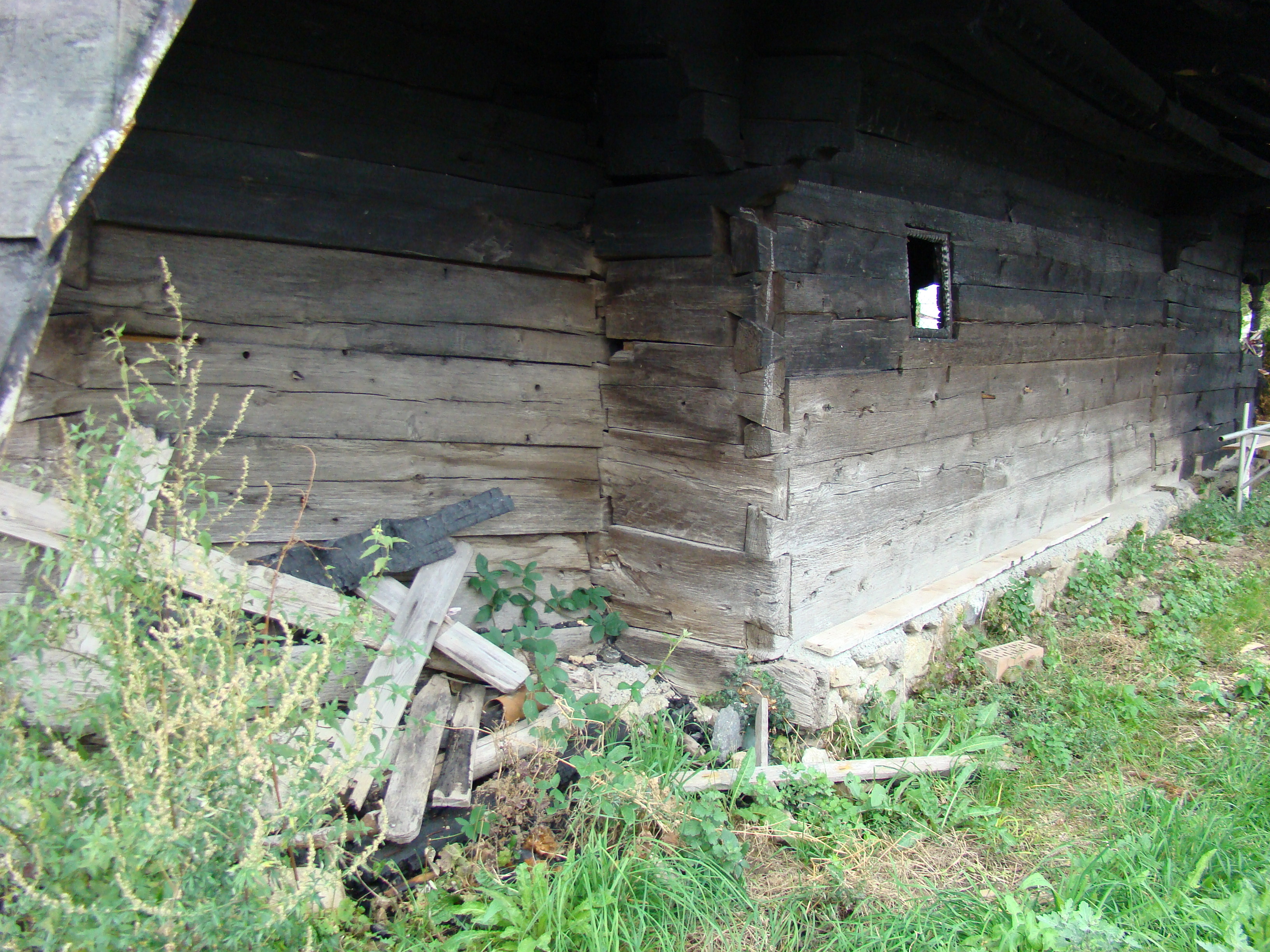
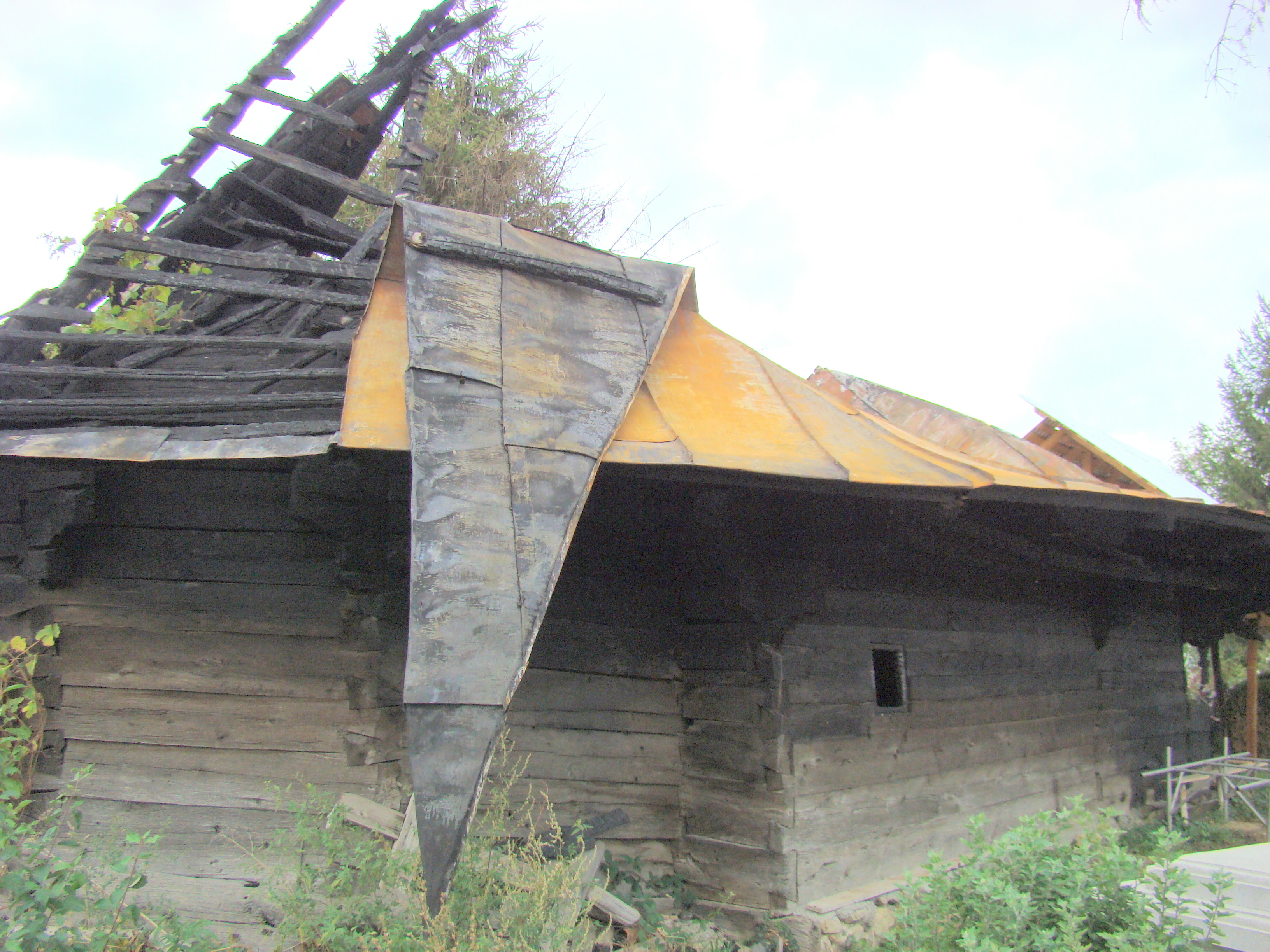
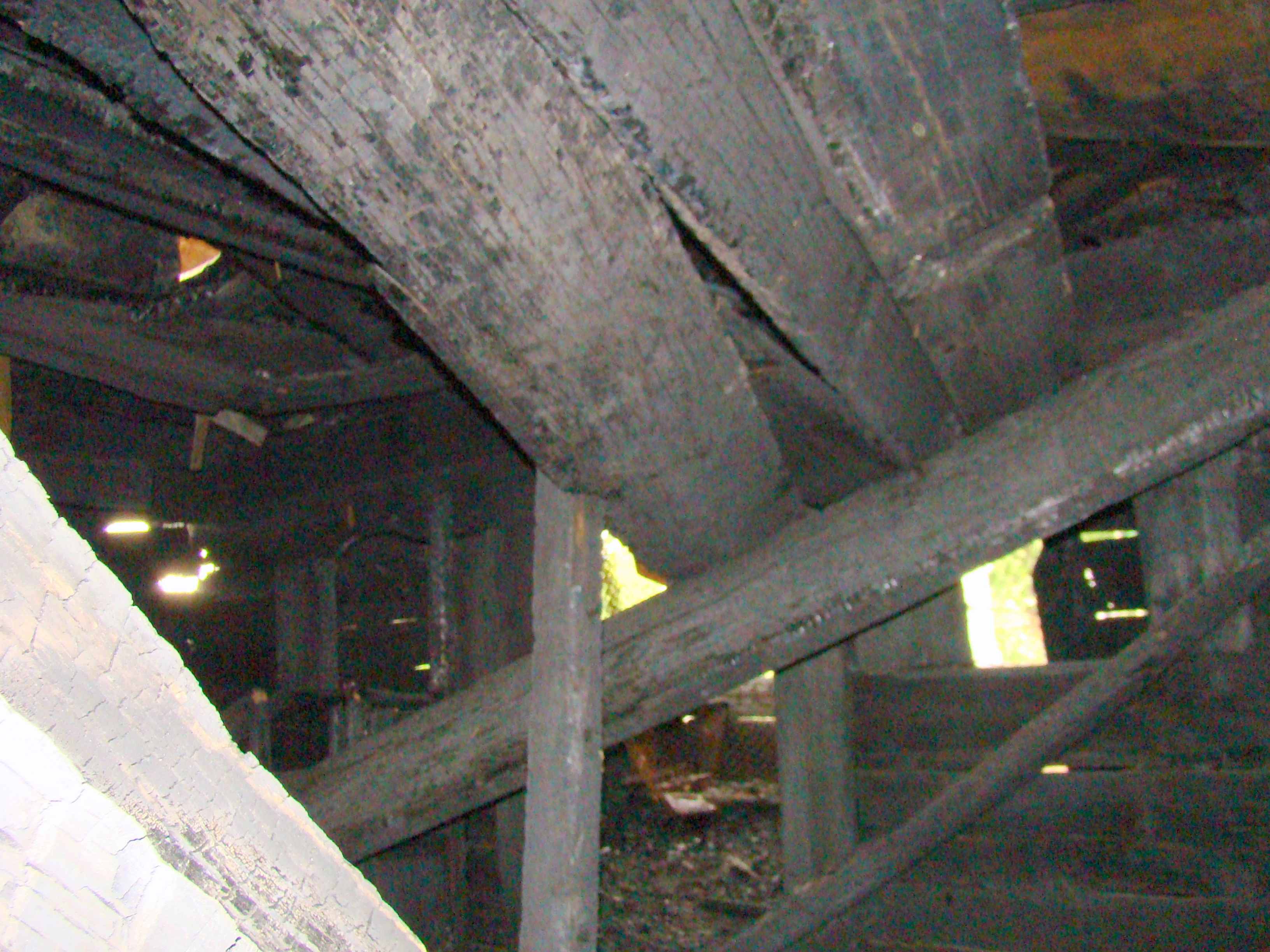
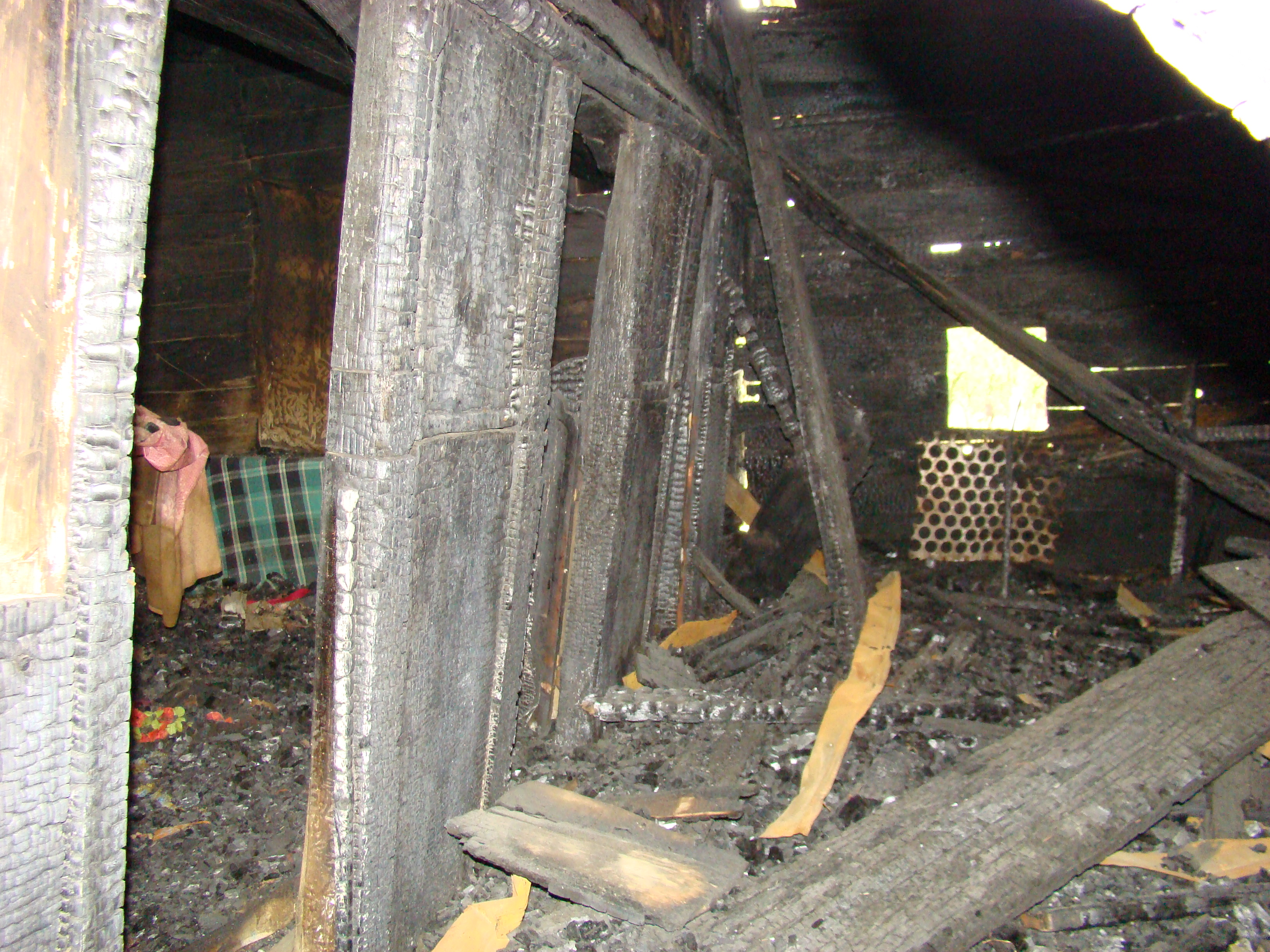
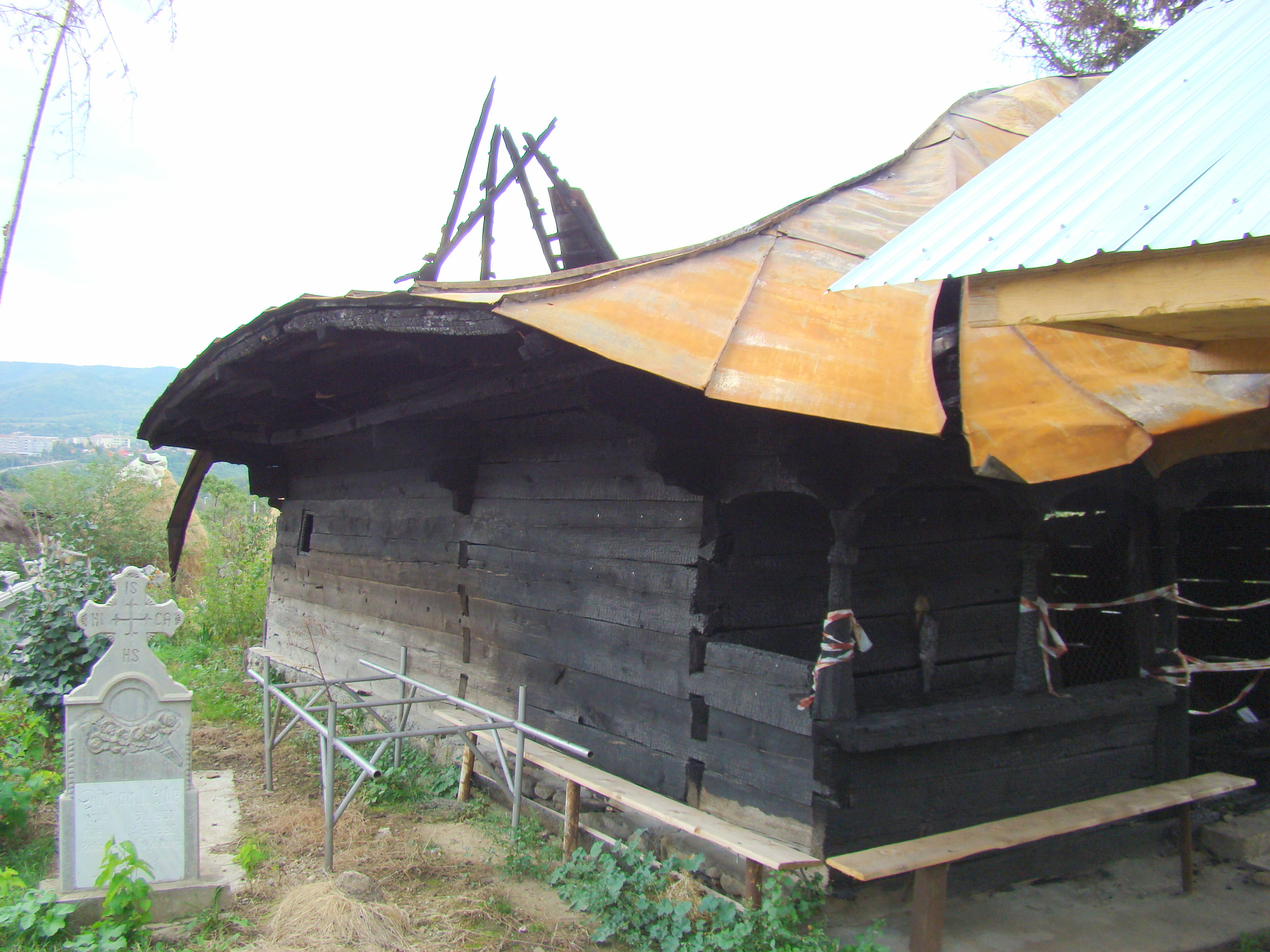
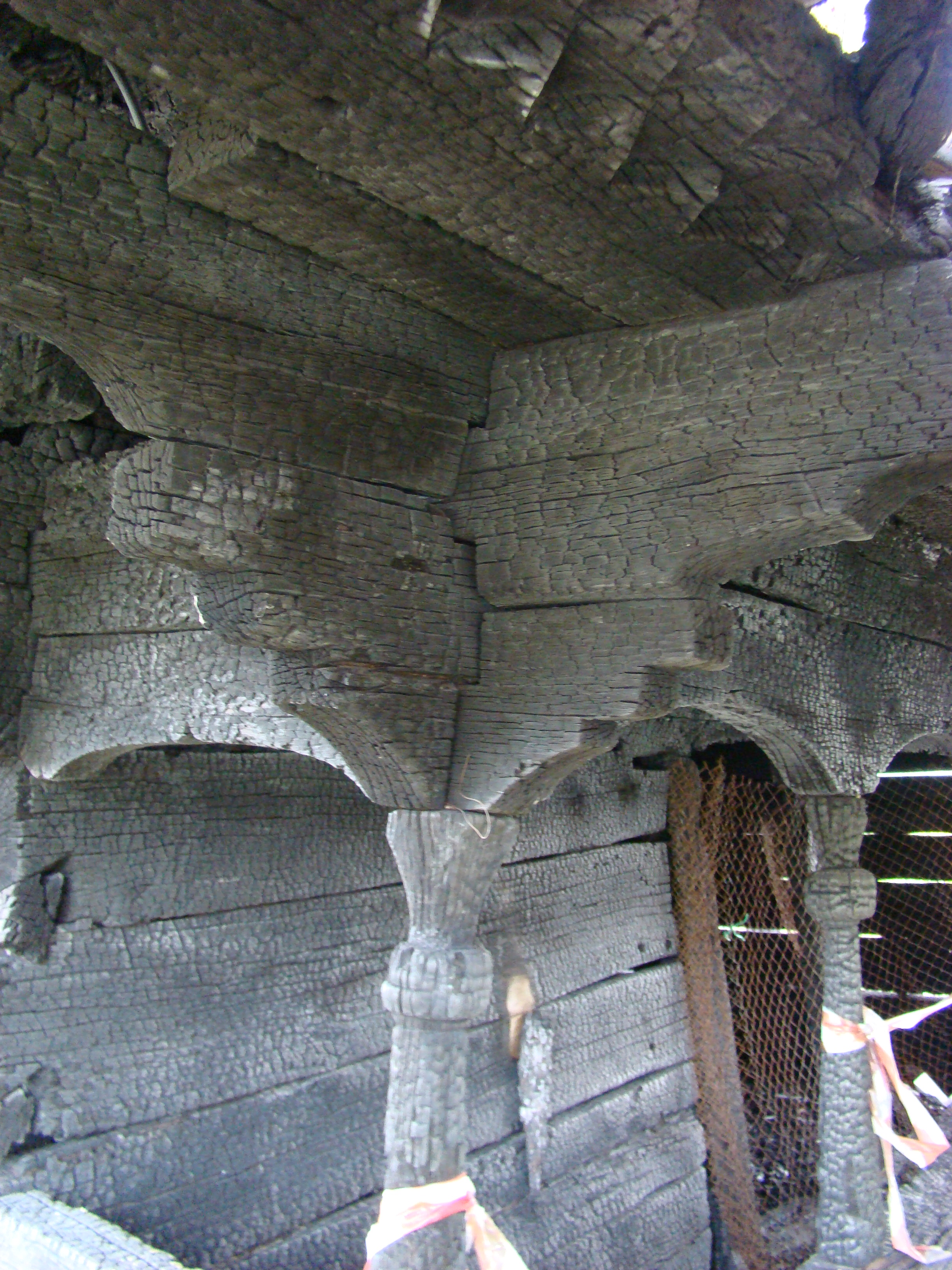
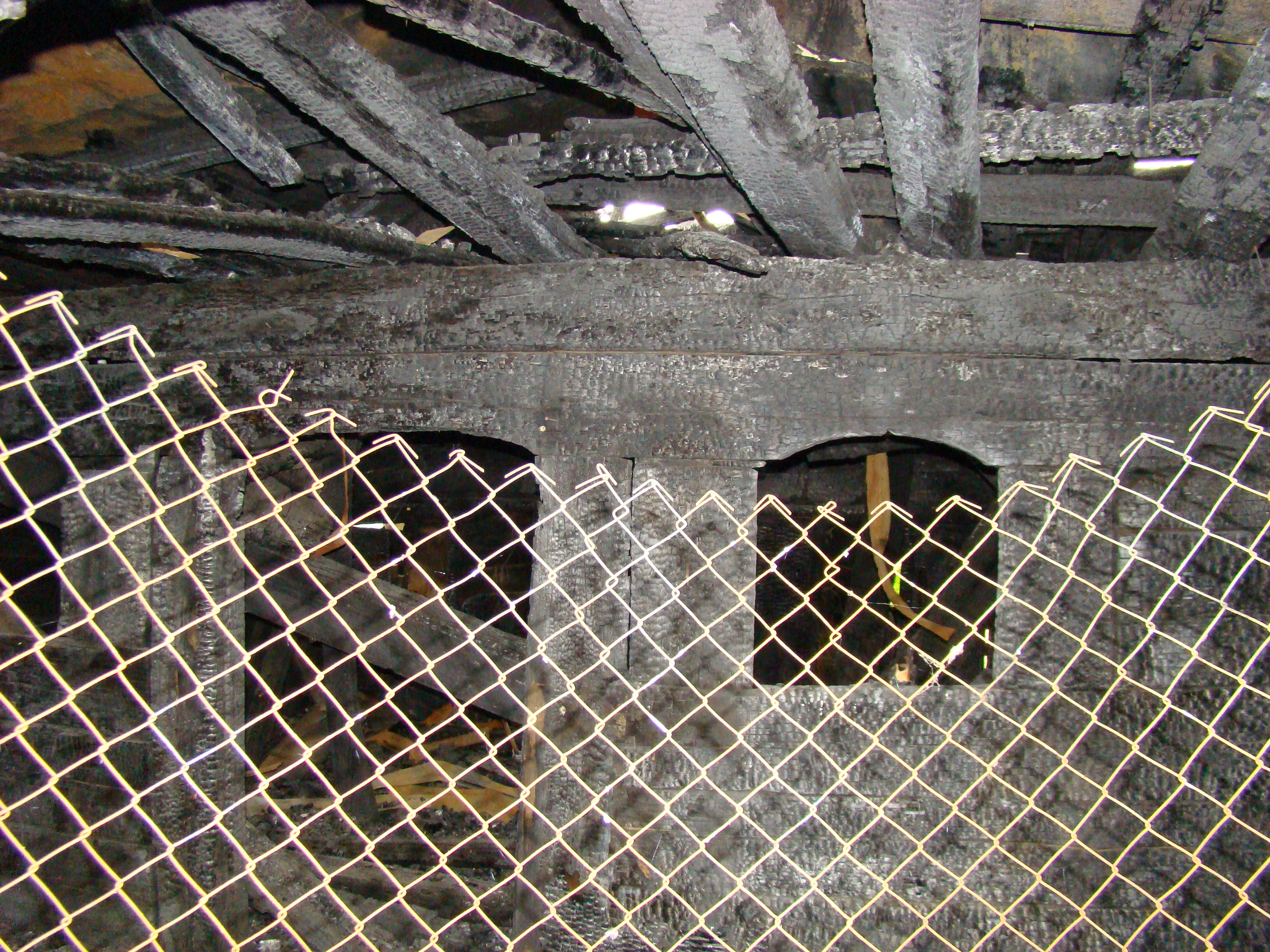
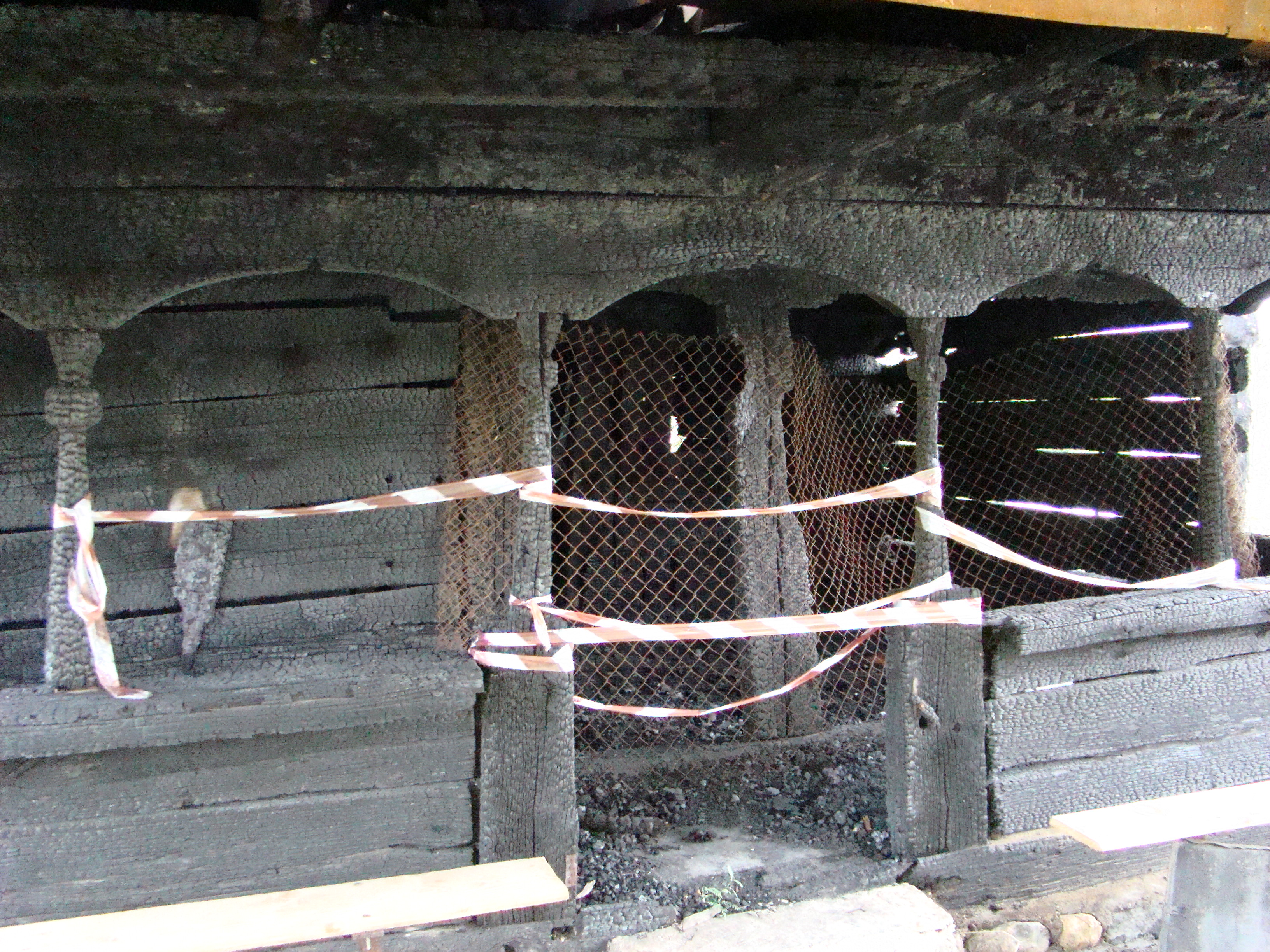
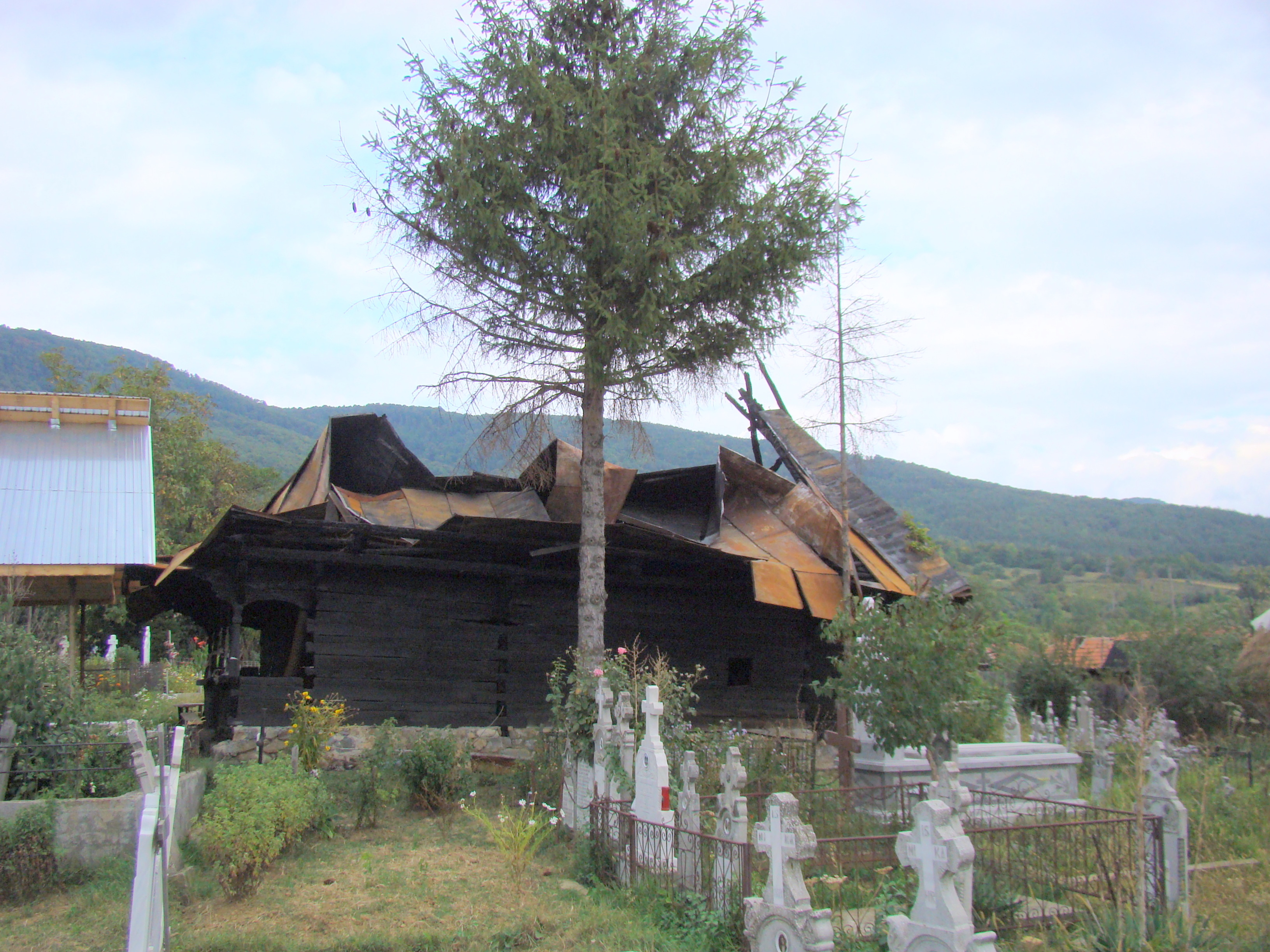
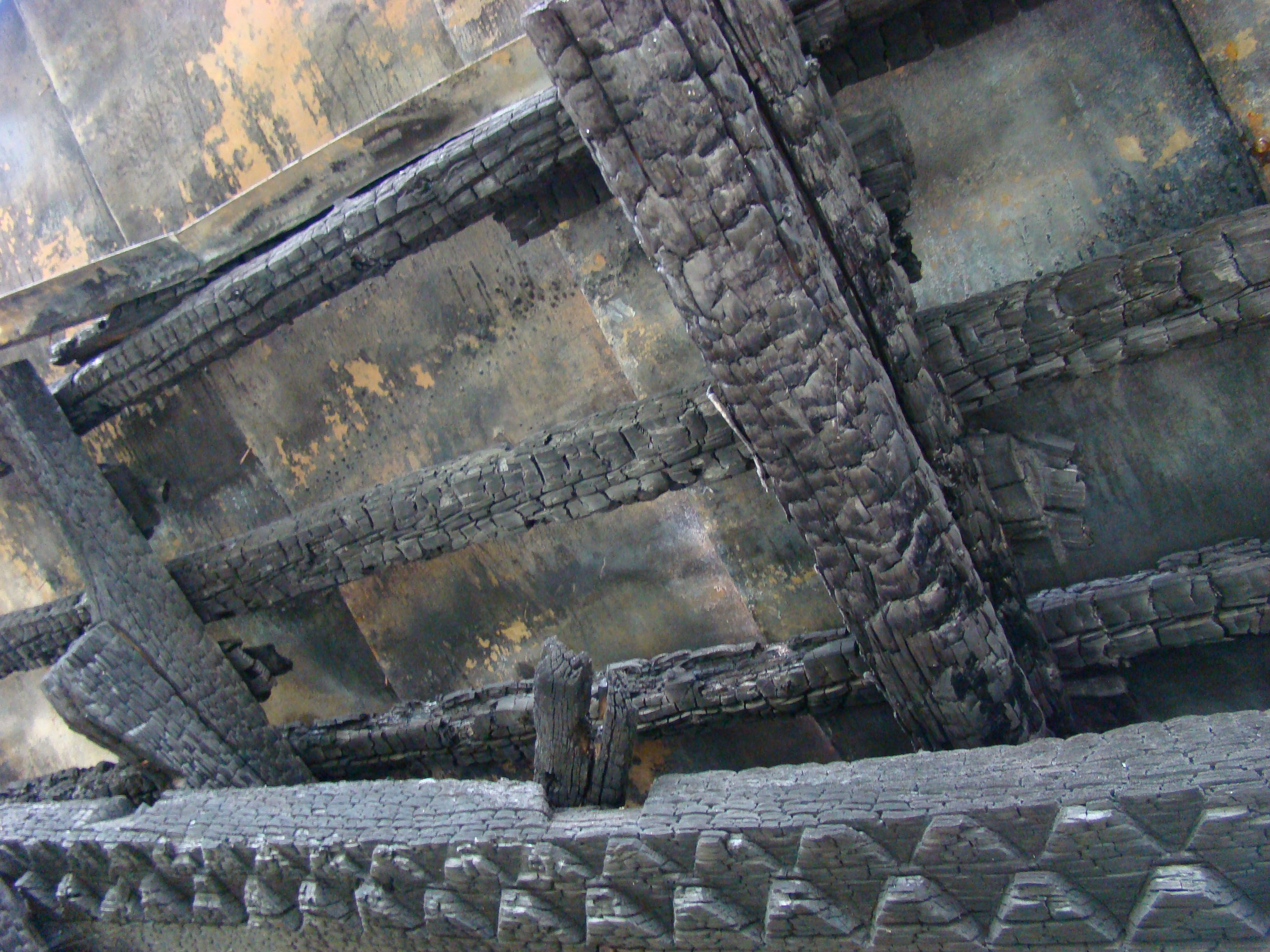
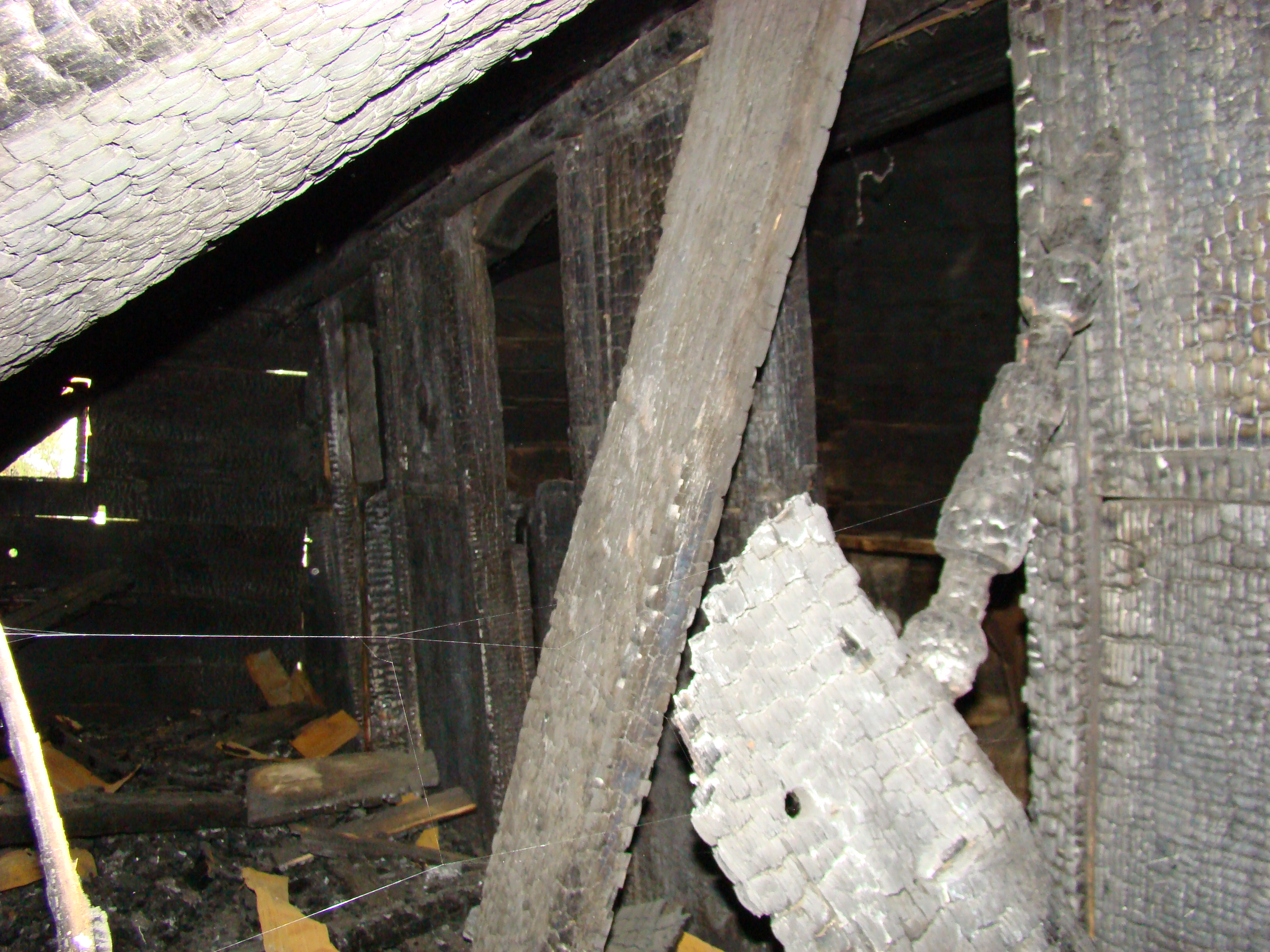
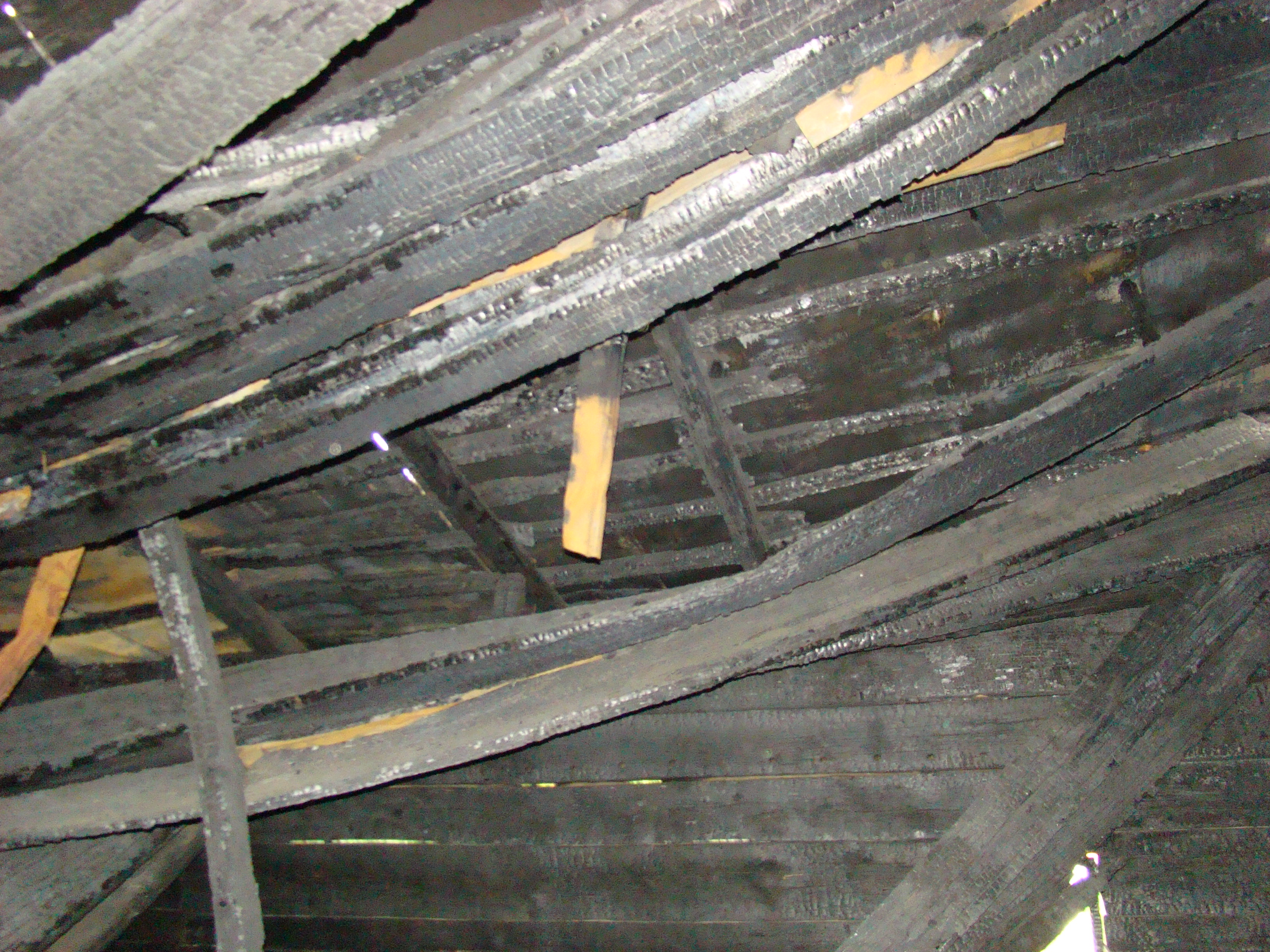
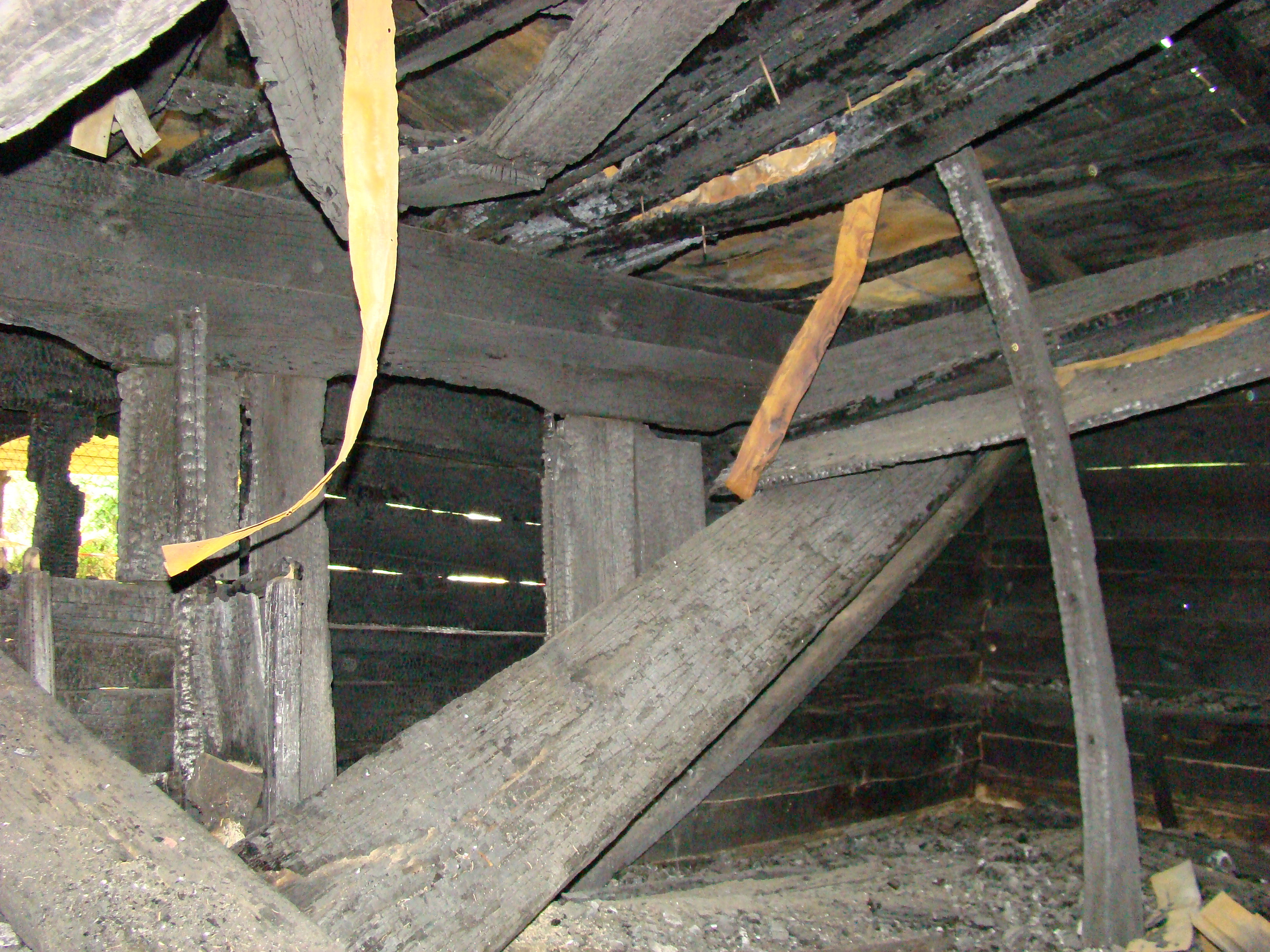
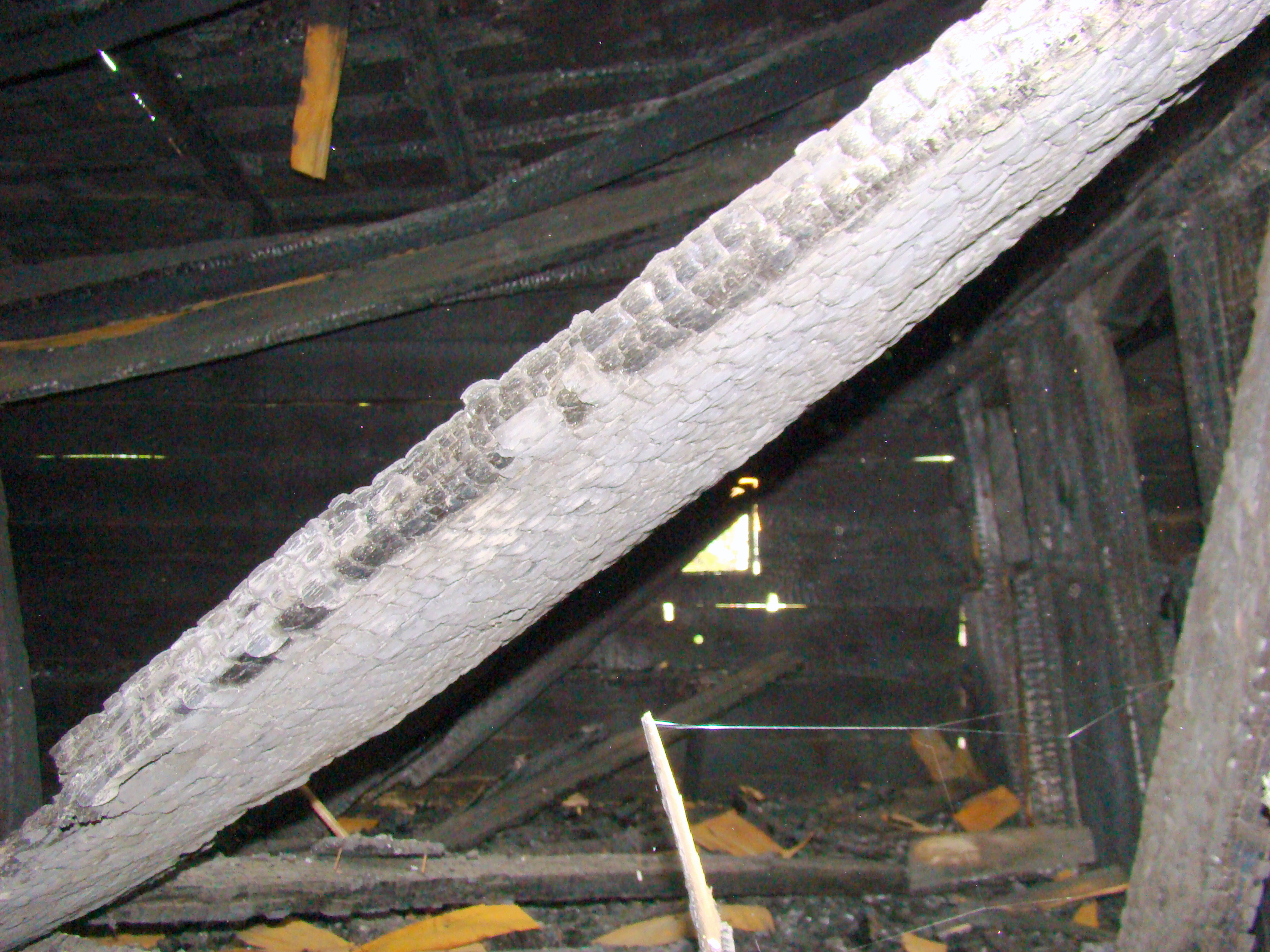
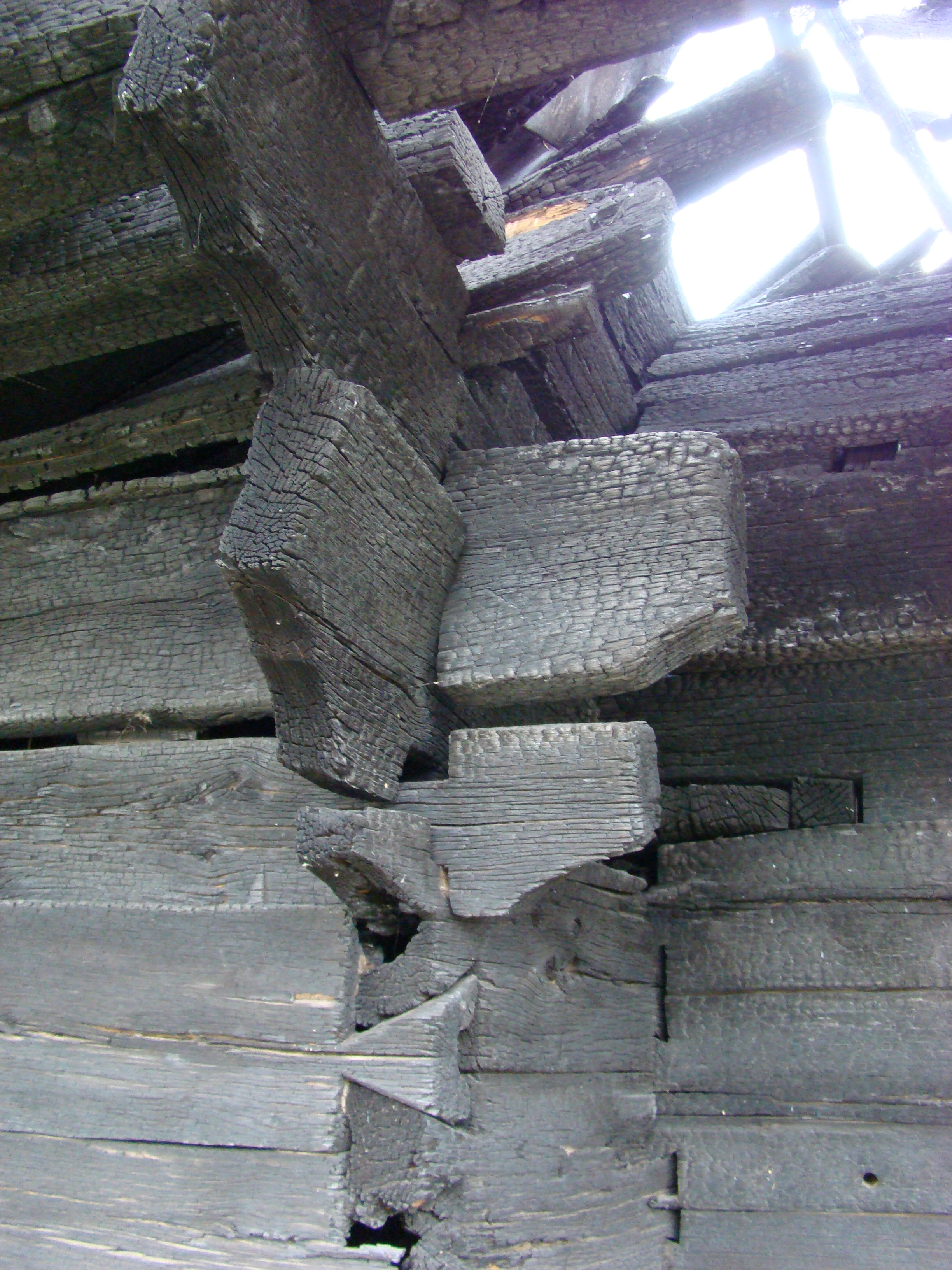
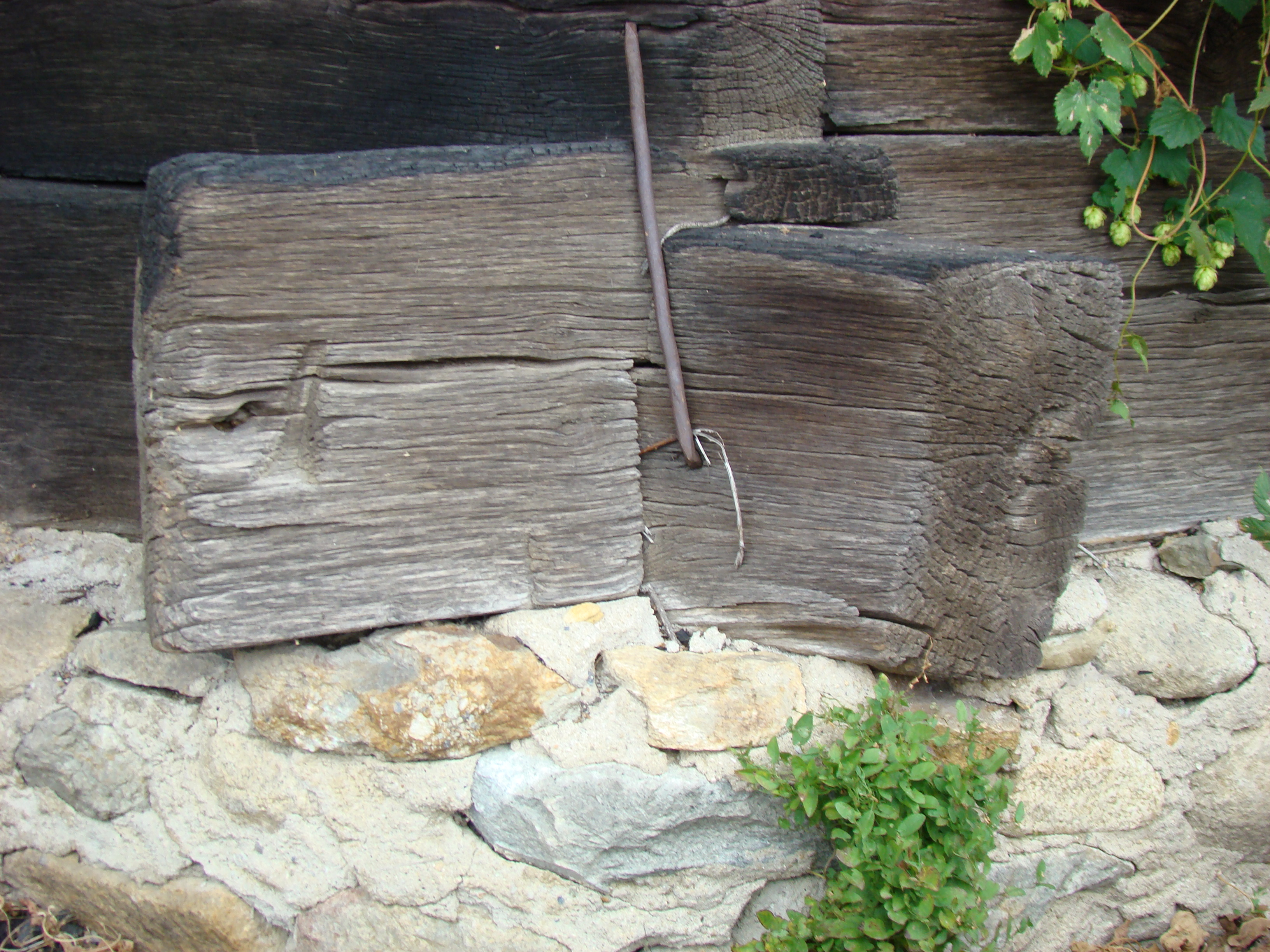
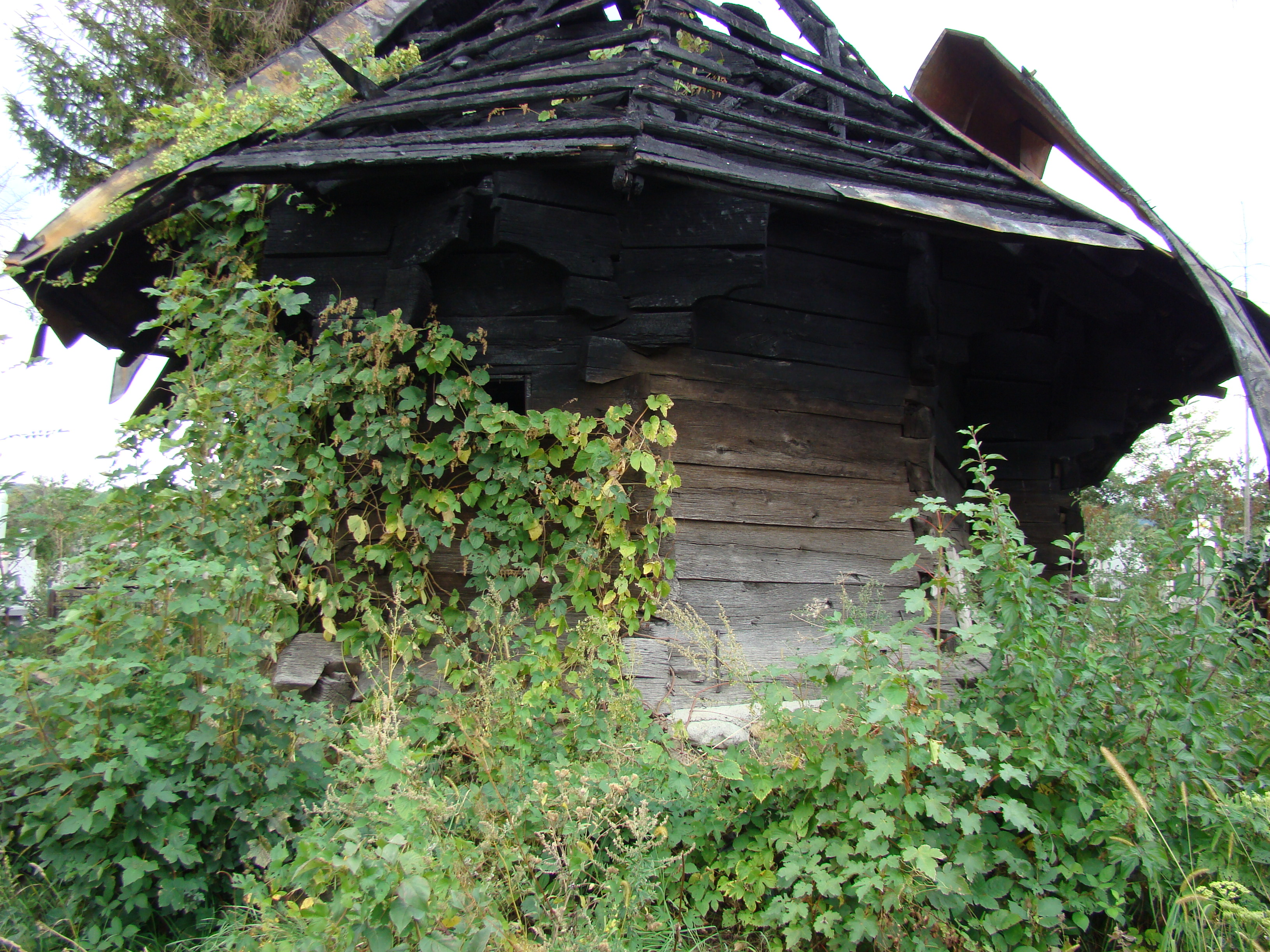
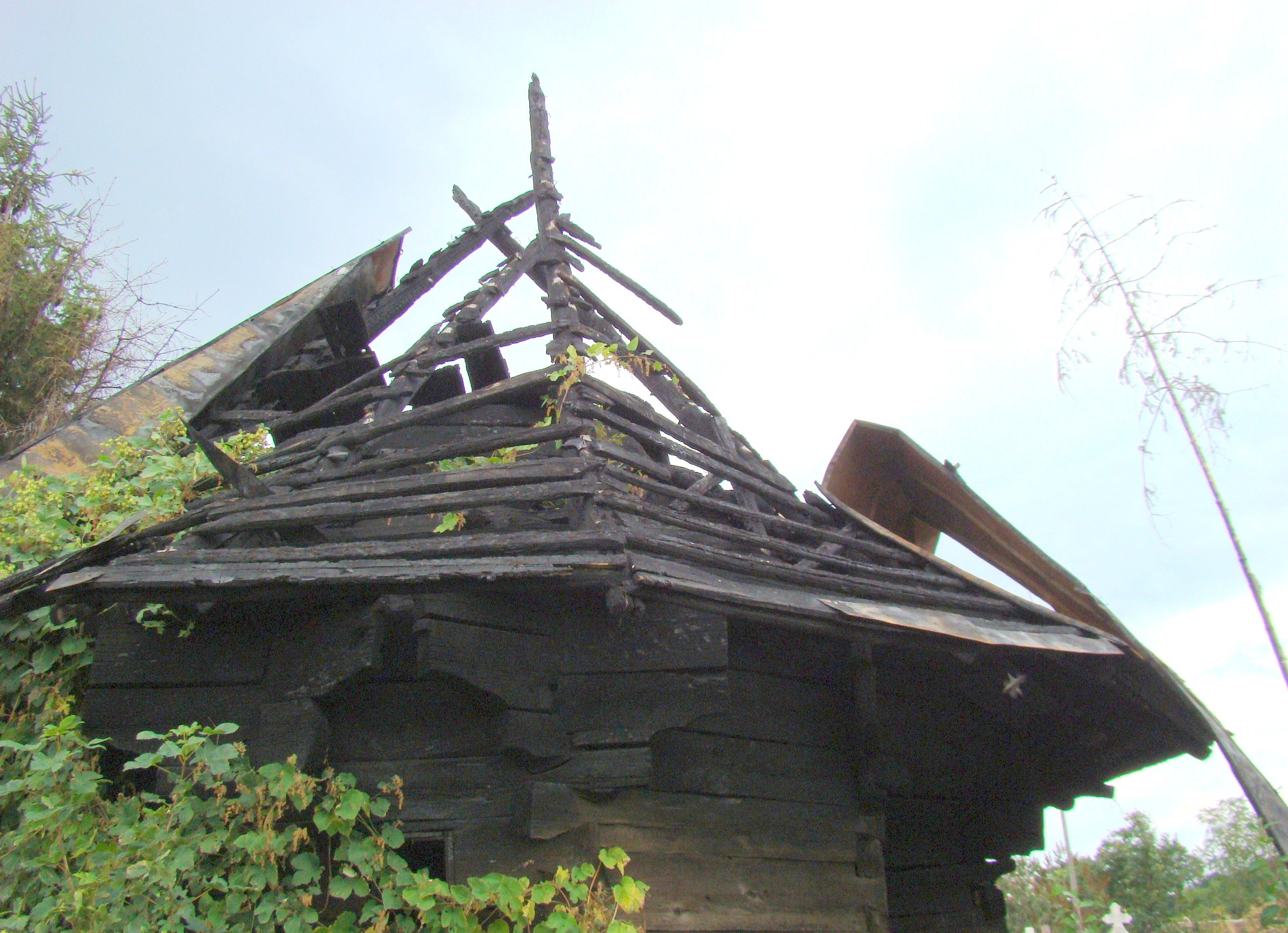
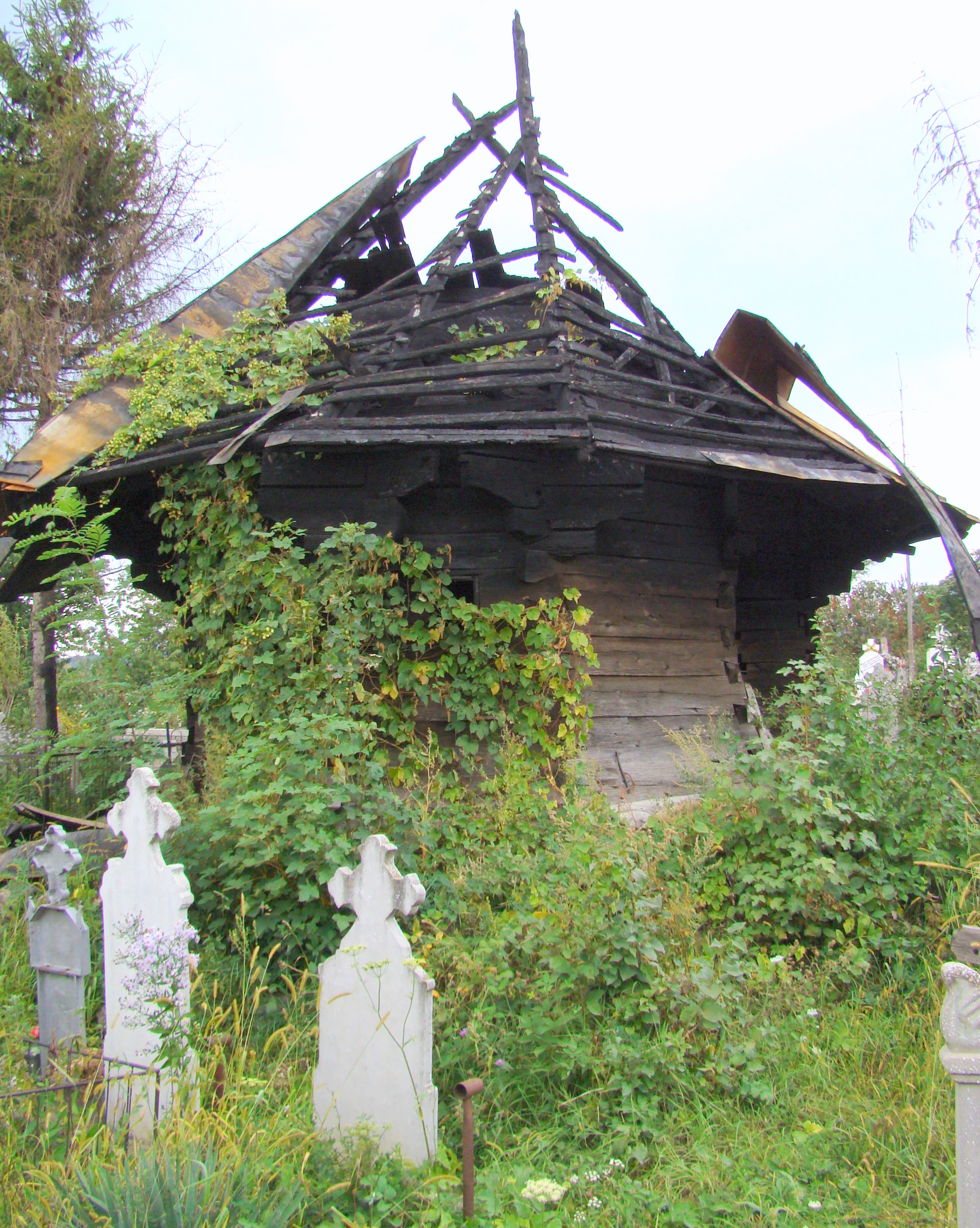
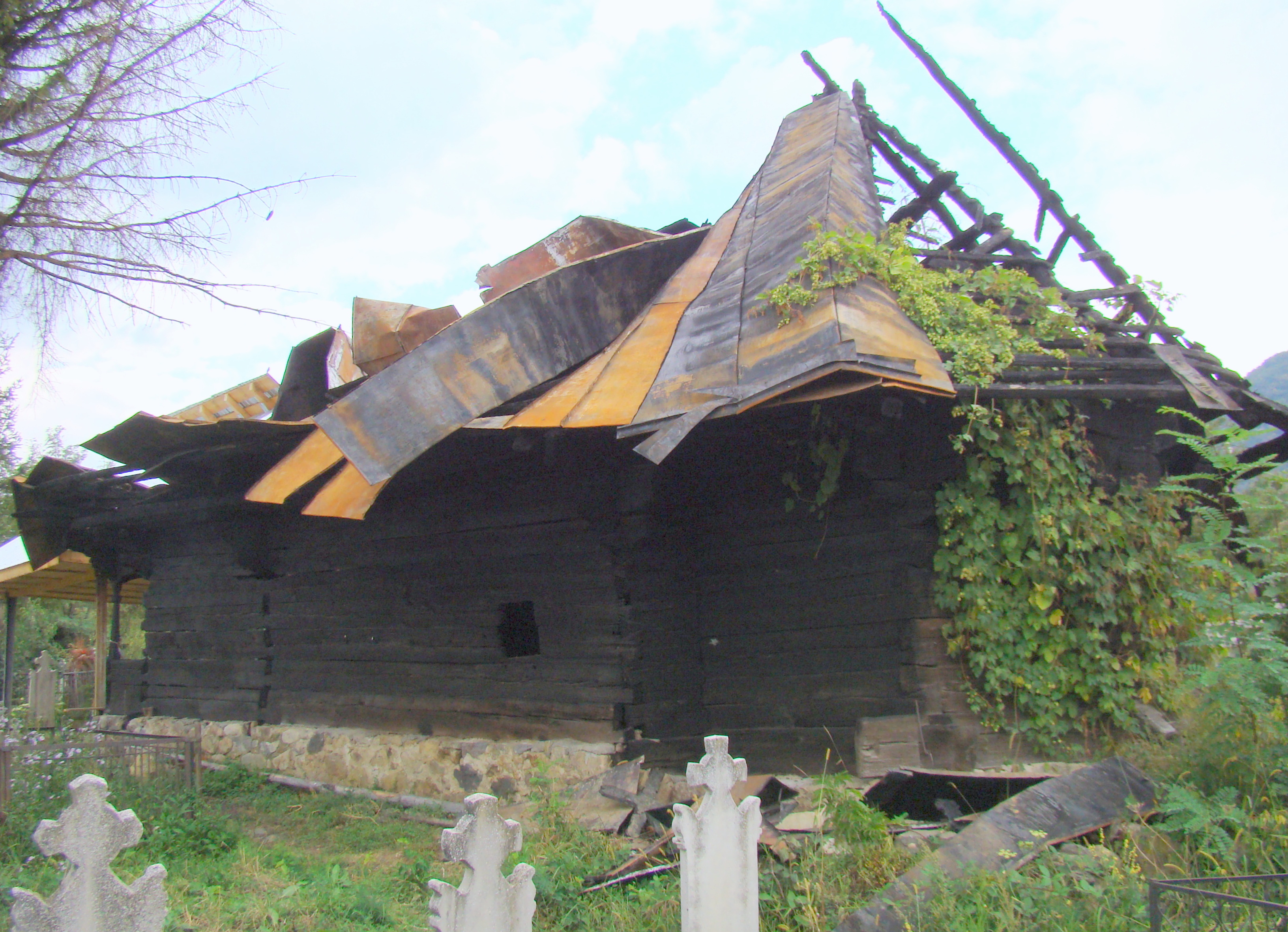
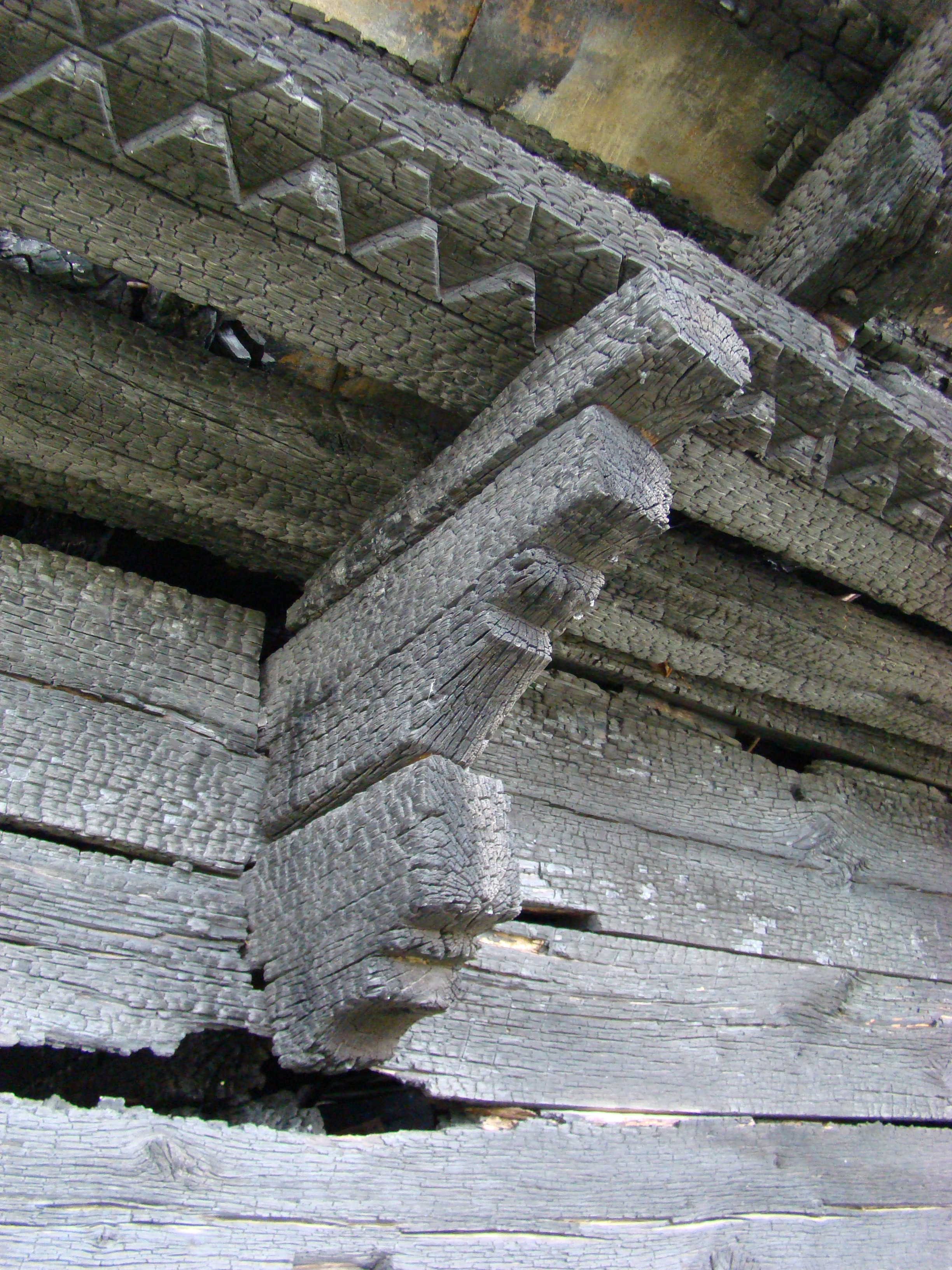
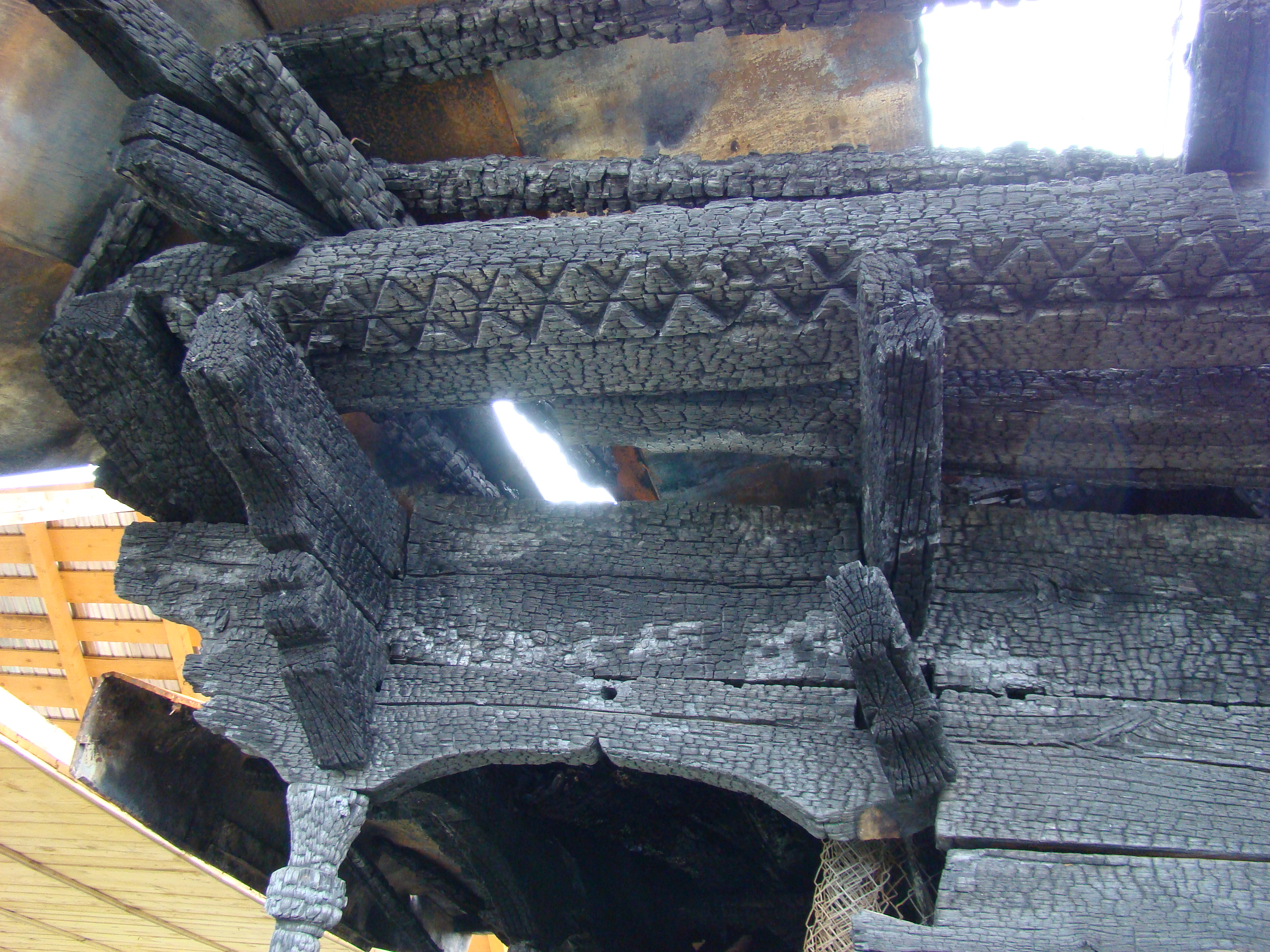
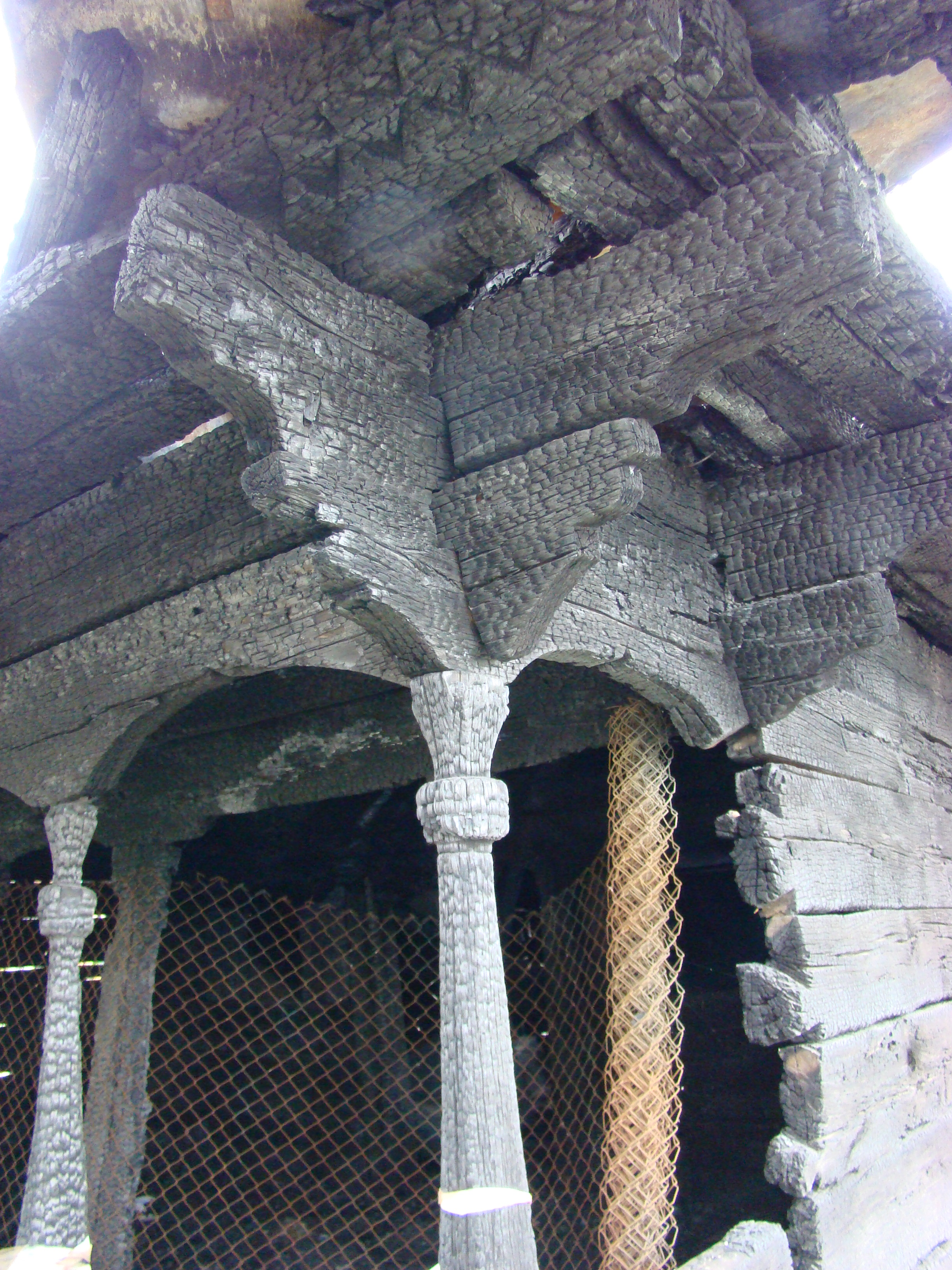
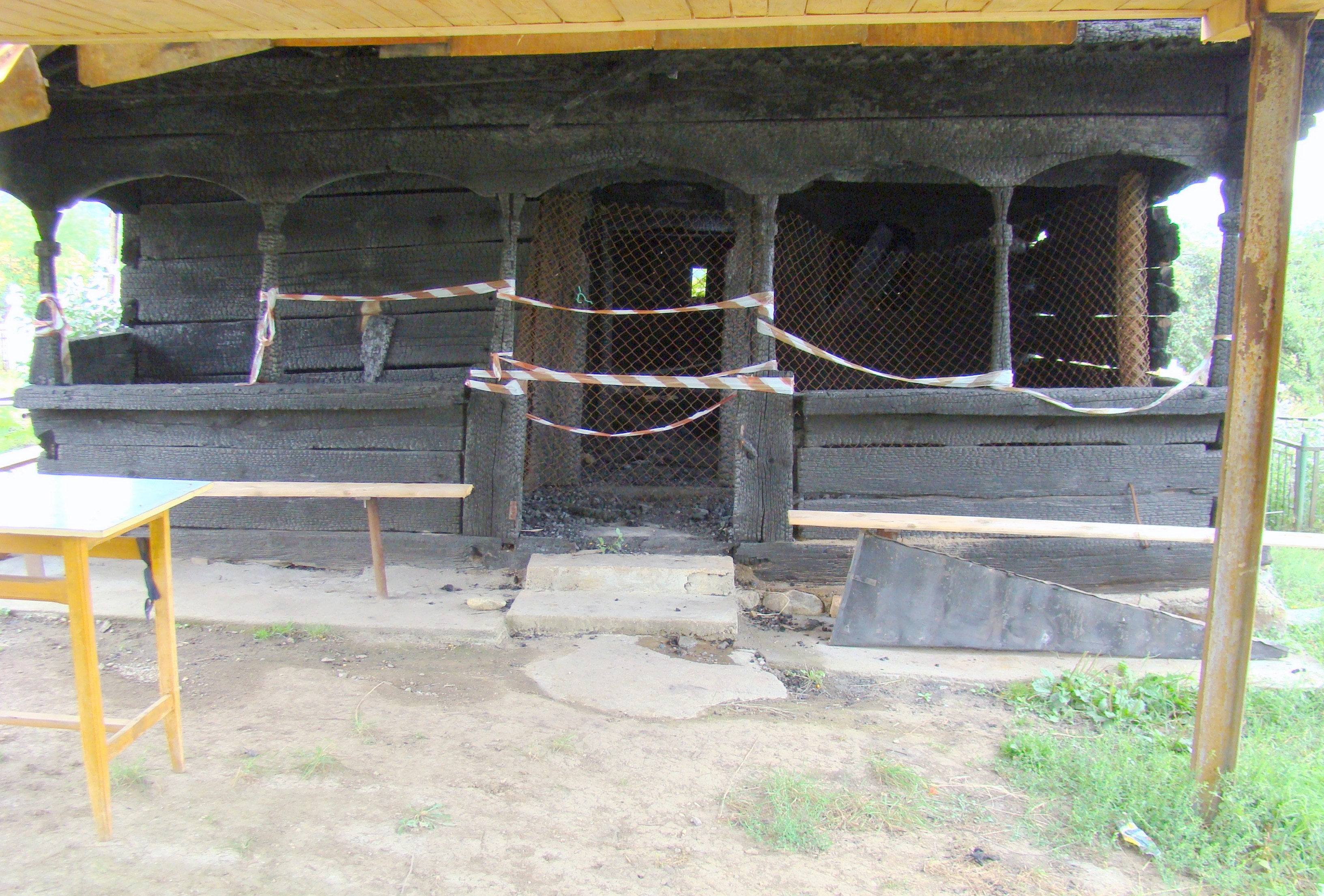
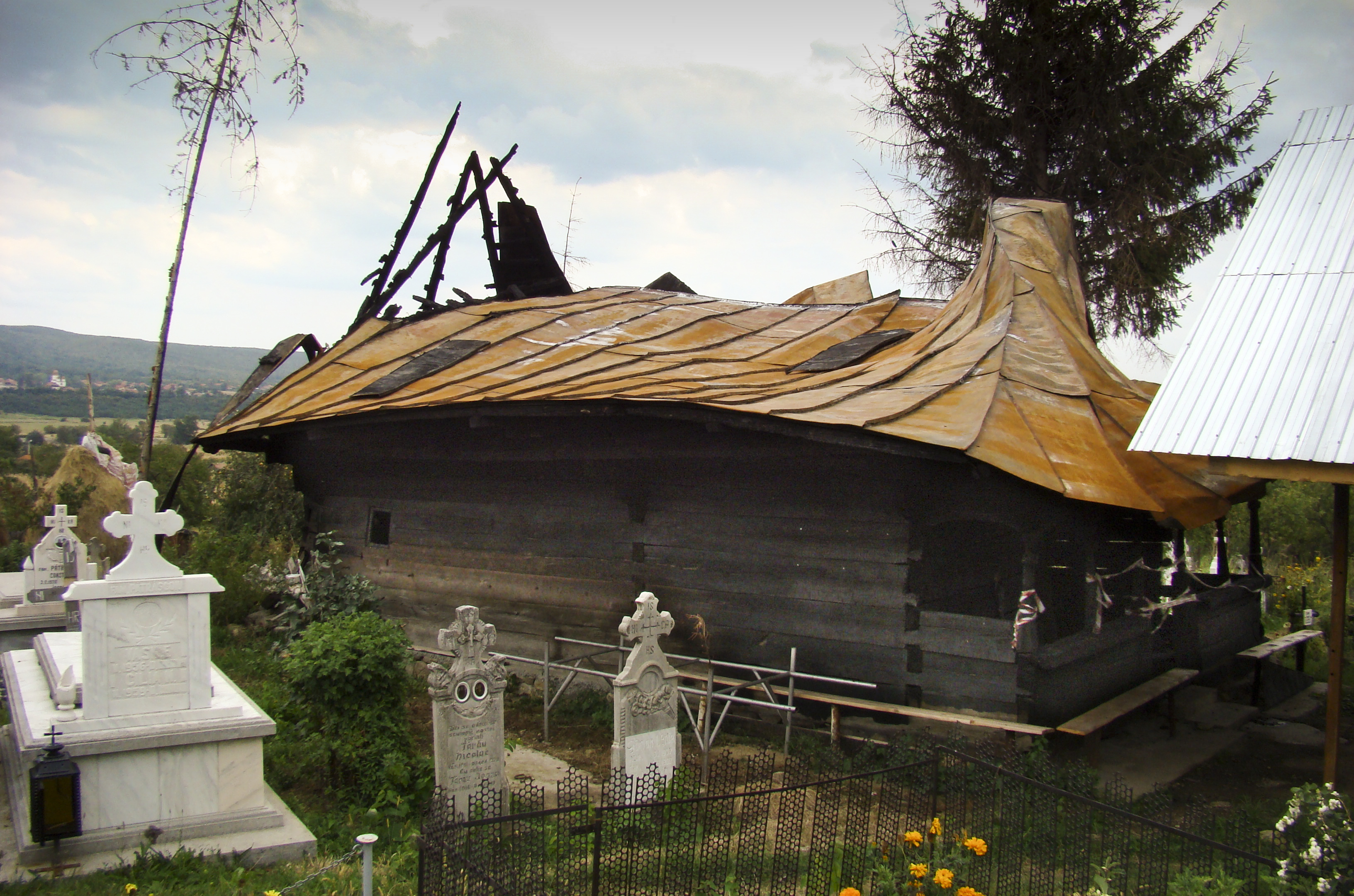
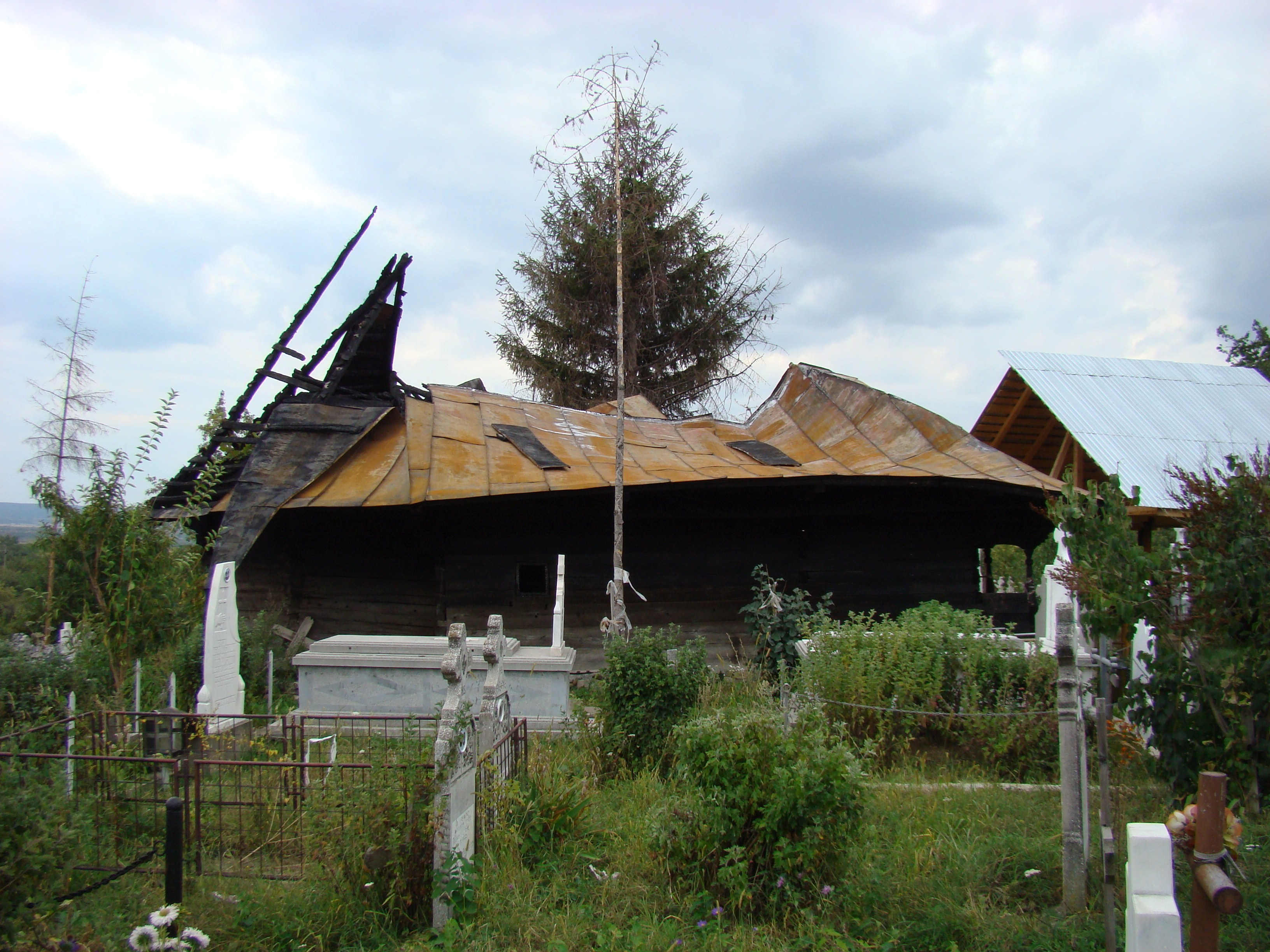
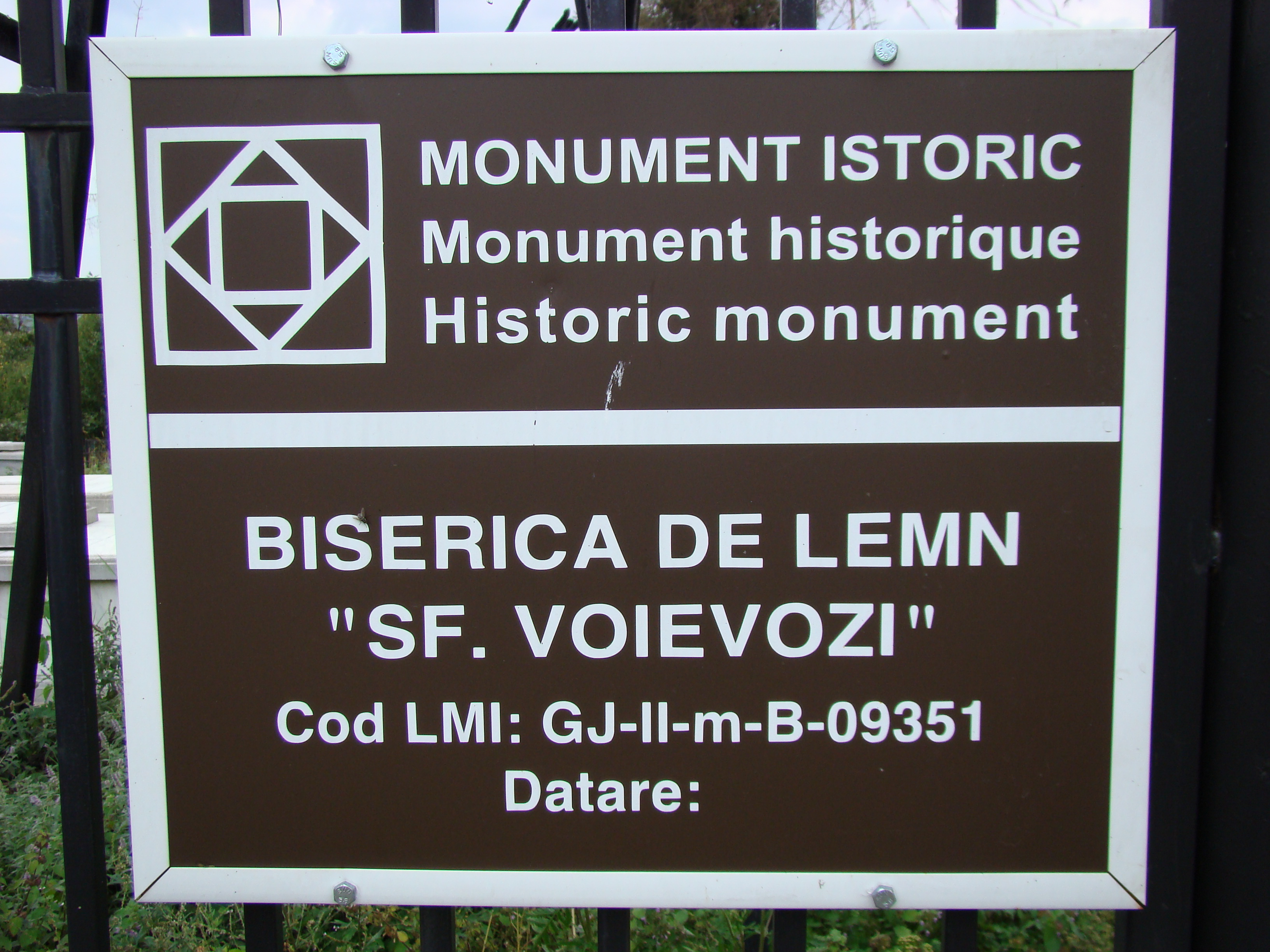